# The Naked
『身も心も裸になる！男女二人のサバイバル The Naked』（原題：Naked and Afraid）はディスカバリーチャンネルのドキュメンタリー番組。各エピソードは、21日間全裸で荒野を生き残るという任務を与えられた2人の生存者（男性1人、女性1人）の生活を記録。各サバイバーは、マチェーテやファイヤースターターなどの役立つアイテムを1つだけ持参することができる。割り当てられた場所で異性パートナーと対面した後、避難所を建設し水と食料を見つける必要がある。
2013年6月に放送開始された。

## 概要
面識のない全裸の男女が、野生の中でサバイバルを行う姿を観察するドキュメンタリー番組である。毎回、男女二名が水も食料も衣服もない環境でパートナーと協力しながら水や食料を確保し、アマゾンの密林やサバンナといった過酷な野生環境の中で、21日間を生き延びることが出来るかというタスクを課される。1つだけ好きなものを持っていけるが、水や食料、服は持ち込めない。全裸で食料を確保し、シェルターを作り、火をおこさなければならない。各回一話完結で、各エピソードごとに新しいカップルが登場する。互いに全裸のままで対面し、タスクを言い渡される。なお、局部や女性の胸にはモザイクがかけられている。
スピンオフ番組としてThe Naked XLも制作されている。

## エピソード
| 回          | タイトル(日本放送日)/米国タイトル/(米国放送日と米wiki ep番号)                                             | ロケーション | 人物(収録時年齢) |
| ----------- | --- | --- | --- |
| 01回        | タンザニアの恐怖 (2014/10/16)20:00 第1回から第3回迄の3時間拡大SP "Terror in Tanzania" (2013/06/30米s1-2)  | 今回、2人の男女が連れて行かれたのはタンザニアのセレンゲティ。エネルギッシュなタイプの元軍人EJ・スナイダーと自信家のケリー・ナイトリンガーが21日間のサバイバルに挑戦する。荒れ地を裸足で歩かないといけず、火も寝床も食べ物も確保できない苦しい状況が続く。しかも近くには腹を空かせたハイエナがおり、襲われる危険がある。捕食者の多いこの地で、2人のサバイバル能力が試される。 ●EJ(ナタ/7.3点-8.2点) ●ケリー(鍋/7.5-8.1) | ■EJ(46) 陸軍基地でサバイバル術指導、元軍人、9回アマゾン、XL1コロンビア、102回Aloneブルガリア、XL6ルイジアナ ■ケリー(38)キャンプ主催者、元禁猟区の管理人 |
| 02回        | パナマの罠 (2014/10/16)21:00 第1回から第3回迄の3時間拡大SP "Punishment in Panama" (2013/07/14米s1-4)      | クリントとローラはパナマにある南国の島で21日間のサバイバル生活に挑戦する。深いジャングルを抜けると、白い砂浜と青い海、ヤシの木が2人を迎えてくれる。しかし、そこには危険も潜んでいた。大量の小さいハエが体中を刺してくるし、川にはカイマン、ジャングルにはヘビ、海にはサメがいる。果たして2人は、こんなところで21日間も暮らすことができるのだろうか。 ●クリント(水中ゴーグル/6.9-7.3) ●ローラ(ナタ/7.9-8.2) | ■クリント(25) サバイバルの指導者＆カントリーミュージシャン ■ローラ(27)サバイバリスト、9回アマゾン、XL1コロンビア、XL4フィリピン、89回アラスカ14日間 |
| 03回        | 地獄の島 (2014/10/16)22:00 第1回から第3回迄の3時間拡大SP "Island From Hell" (2013/07/07米s1-3)            | 今回、2人の参加者が置き去りにされるのはモルディブにある美しい島。元海兵隊員のジョナサン・クレイとサーファーのアリソン・ティールのサバイバル能力が試される。まず2人を襲ったのは現地の強い日差しだ。空腹感にも苦しめられ、危険な生物や激しい豪雨など心配は尽きない。しかも2人の性格が合わないのも問題だ。果たして、力を合わせて最終日まで乗り切ることはできるのだろうか。 ●ジョナサン(斧/6.9-7.2) ●アリソン(ファイヤースターター/8.0-8.4) | ■ジョナサン(36) 元海兵隊 ■アリソン(27)サーファー |
| 04回        | 密林の呪い (2014/10/23) "The Jungle Curse" (2013/06/23米s1-1)                                             | コスタリカの熱帯雨林でロケハン中に番組の製作総指揮スティーヴ・ランキンがヘビに噛まれ、危うく命を落としかける。そんな危険な場所に、若くて自由奔放な女性キムと、若者の苦手な40歳のシェーンが置き去りにされる。集中豪雨や消耗性疾患、シェルターの火事、毒ヘビなど次々と試練が2人を襲う。果たして、無事に21日後を迎えることはできるのだろうか。 ●シェーン(ファイヤースターター/7.6-8.4) ●キム(ナタ/5.8-7.8) | ■シェーン(40) WORLD TRAVELER、XL1コロンビア、XL3南アフリカ ■キム(22)サバイバルインストラクター |
| 05回        | ボルネオの試練 (2014/10/30) "Breaking Borneo" (2013/07/21米s1-5)                                          | 今回の舞台はボルネオ島のサバ州にある人里離れたジャングル。この過酷な地でジュリー・ライトとプーマ・カブラの問題処理能力が試される。病気や飢えに耐えながら、次々と難題をクリアしなくてはいけないのだ。集中豪雨や毒のある植物、傾斜の多い地形が彼らの行く手を阻む。2人はこの地で21日間、無事に生き延びることができるのだろうか。 ●プーマ(ナタ/7.1-6.1) ●ジュリー(鍋/5.5-5.0) | ■プーマ(38) 雪山遭難体験者 ■ジュリー(30)サバイバルの指導者 |
| 06回        | 危険な沼地 (2014/11/06) "Beware the Bayou" (2013/07/28米s1-6)                                             | 今回はルイジアナ州の湿地帯で男女2人がサバイバルに挑戦。2人は沼地を歩きながら、乾いた陸地や食べ物を探さねばならない。しかし辺りにはアリゲーターや毒ヘビ、伝染病を媒介する蚊がいて常に危険にさらされている。しかも体は濡れるし、大雨や寒さにも備えねばならない。21日間を乗り切るためには互いの協力が欠かせないのだ。 ●ビリー(ナイフ/8.1-8.9) ●カイ(ファイヤースターター/6.3-7.7) | ■ビリー(39) アウトドアの作家 ■カイ(39)スタントマン、(米s9spバハマ鮫14日間)、104回Aloneアマゾン |
| 07回        | 制作舞台裏 (2014/11/13) "S01 Bares All" (2013/08/03米s1-7)                                                | 今回は今までサバイバルに挑戦した参加者たちとその家族が登場。過酷な体験を振り返り、未公開映像と共に番組の舞台裏を紹介する。常識を覆し、サバイバル番組の定義を変えたこの番組。まだまだ語られていない驚きの物語があったのだ。 | |
| 08回        | パナマ男女二組で挑戦 (2014/11/20) "Special: Double Jeopardy" (2013/12/08米s1-8)                           | 2時間スペシャルの今回は男女2組がパナマの熱帯雨林で置き去りにされる。2組はお互いの存在を知らずに厳しい環境の中で21日間のサバイバルを開始。地図を持って共通の目的地を目指す。やがて出会った4人。それぞれ特技も知識も個性も違う。果たして人数が増えたことはお互いのペアにとって吉と出るのか。それとも挑戦者たちの間に不協和音をもたらすのだろうか。 ●フォレスト(水中ゴーグル/8.2-8.8) ●キャシー(ナタ/6.5-3.4) ●ラッセル(ファイヤースターター/7.1-7.9) ●マヌ(ナタ/7.8-8.0)                                                                           | ■フォレスト(25) BIOLOGIST 爬虫類の研究者、 アニマルプラネット/追跡幻の絶滅動物シリーズ主演 ■キャシー(24)WORLD TRAVELER ■ラッセル(31) サバイバルインストラクター、XL2エクアドル、XL4フィリピン ■マヌ(44)ボディーガード/元軍人、XL4フィリピン |
| 09回        | アマゾンでの闘い (2014/11/27) "Man Vs. Amazon" (2014/03/16米s2-1)                                         | 挑戦直前男性1名リタイヤその5日後に AKとタイラーの2人が地球上で最も過酷な地と言われるアマゾンでサバイバルに挑戦する。辺りには2人の血を狙う蚊や、肉食のピラニア、500ワット以上の電力で攻撃する電気ウナギが潜んでいる。文明の機器を持たず、服も着ていない彼らが、この厳しい環境の中で21日間、生き延びることはできるのだろうか。 ●タイラー(ナタ/7.0-4.4) ●AK(ファイヤースターター/6.7-4.3) ●EJ(9.1) ●ローラ(9.1) | ■直前リタイア男性1名、その5日後タイラーとAKが挑戦 ■タイラー(29) WARVET元兵士 ■AKアマンダケイ(31)PRIMITIVE SURVIVALIST専業主婦、37回ガイアナ タイラーとAKがリタイアその1週間後EJとローラが挑戦 ■EJ(46) 陸軍基地でサバイバル術指導、元軍人、1回タンザニア、XL1コロンビア、102回Aloneブルガリア、XL6ルイジアナ ■ローラ(27) サバイバリスト、2回パナマ、XL1コロンビア、XL4フィリピン、89回アラスカ14日間 |
| 10回        | マダガスカル死の荒野 (2014/12/04) "Damned in Africa" (2014/03/23米s2-2)                                   | ジェフとエヴァの2人がマダガスカルの乾燥した草原でサバイバルに挑戦。荒涼とした景色に見とれたのも束の間、サバイバルに必要なものが一切そろっていない環境に苦しめられる。今までに得たサバイバルの知識から、火をおこし、水を採取する仕掛けを作ることはできるが、食べ物がなくてどうにもならない。昼間は焼けつくような日差し、夜は凍えるような寒さと闘いながら、空腹にも耐えねばならず…。 ●ジェフ(ファイヤースターター/7.0-7.3) ●エヴァ(ナイフ/7.2-7.4)                                                                                                 | ■ジェフ(26) FORESTRY SURVEYORモルモン教徒、XL1コロンビア、XL4フィリピン、XL6ルイジアナ ■エヴァ(33)WILDNESS GUIDEネイチャーガイド、XL1コロンビア、(米s9spバハマ鮫14日間) |
| 11回        | マヤの洞窟 (2014/12/11) "Mayan Misery" (2014/04/06米s2-4)                                                 | 今回の舞台はベリーズのジャングル。勇敢なシャノンとキャスの2人が、水につかったジャングルで21日間のサバイバルに挑む。凶暴なサルやボア・コンストリクターに襲われた2人は、勇気を出してマヤの古い洞窟に入る。しかし、そこは毒ヘビや恐ろしいコウモリがうじゃうじゃいるような場所だった。果たして2人は、空腹や恐怖と闘いながら生き延びることができるのだろうか？ ●キャス(ファイヤースターター/7.2-7.4) ●シャノン(ナイフ6.9-7.1) | ■キャス(34) 元陸軍兵士&元警察官 ■シャノン(37)ヘルスコーチでヨガのインストラクター |
| 12回        | フィジー偽りの楽園 (2014/12/18) "Paradise Lost" (2014/03/30米s2-3)                                        | 今回は2人の男女がフィジーの無人島でサバイバルに挑戦する。アラナとキースはそれぞれ強烈な個性の持ち主。協力して過酷な環境と闘わねばならないはずなのに、お互いの個性がぶつかり合って、うまくいかない。厳しい暑さの中、限られた水や食べ物しかない状況で、ついいがみ合ってしまう。果たして、こんなに相性の悪い2人が、互いの力を合わせて21日間を乗り越えることができるのだろうか？ ●キース(ナタ/6.3-4.5) ●アラナ(ファイヤースターター/6.1-7.0) | ■キース(45) 禁酒等のコーチ/元陸軍の予備兵 ■アラナ(34)高級ブランドメイクアップアーチスト、XL1コロンビア |
| 13回        | ボリビア灼熱の地獄 (2014/12/25) "Meltdown in Bolivia" (2014/04/20米s2-6)                                  | 今回の挑戦者ヴィンセントとサブリナの2人は、南アメリカの中心部までやって来ていた。ボリビアのジャングルで過酷なサバイバルに挑戦する。灼熱の暑さに苦戦する2人。鉄砲水の危険もある。さらに命にかかわる危険な感染症にかかる恐れも…。果たして大自然は彼らに味方してくれるのだろうか？ ●ヴィンス(きりもみ式火おこし道具/8.2-7.1) ●サブリナ(手斧/6.7-7.5) | ■ヴィンス(49) サバイバルインストラクター ■サブリナ(30) SELF-TAUGHT SURVIVALIST専業主婦 |
| 14回        | 無情の熱帯雨林 (2015/01/08) "The Pain Forest" (2014/04/13米s2-5)                                          | 2人の挑戦者がマレーシアの熱帯雨林で21日間のサバイバルに挑戦する。消防士のフェルナンドとシングルマザーのサマンサは、激しい雨が無情に降りそそぐ中、食べ物も服もない状態で生き延びねばならない。低体温症や空腹感に苦しめられるだけでなく、血に飢えた虫に昼夜問わず狙われ、追い詰められていく。果たして2人はこの過酷な状況を耐え抜けるのか？それともギブアップしてしまうのか？ ●フェルナンド(ナタ/7.1-6.9) ●サマンサ(ファイヤースターター/6.8-7.0)                                                                                                   | ■フェルナンド(33) 消防士、XL2エクアドル、136回エクアドル ■サマンサ(38)PERSONAL TRAINER |
| 15回        | 密林の冷たい夜 (2015/01/15) "Hearts of Darkness" (2014/07/13米s3-4)                                       | 暑さの厳しいカンボジアのジャングルで、2人の男女が21日間のサバイバルに挑戦する。モデルのキャリーと家庭人のトムは衝突してばかりだ。それぞれ自分なりのサバイバル術を実践しようとして、譲ろうとしない。冷え込んだ夜、トムは妻への配慮から体を温め合うのを拒否。そして、肝心なところで1人がもう1人を見捨てようとする。毒ヘビやクロコダイルが潜むこの地で、相性の悪い2人が生き延びることはできるのか？ ●トム(ファイヤースターター/6.6-5.4) ●キャリー(ナタ/6.4-4.8)                                                                                     | ■トム(40) ARMY VETRAN ■キャリー(25) パートタイムモデル/元海兵隊、XL南アフリカ特別編 |
| 16回        | 青い誘惑 (2015/01/22) "Blood in the Water" (2014/07/06米s3-3)                                             | バハマのアンドロス島で2人の男女がサバイバル能力を試す。まずジャスティンとダニーは、険しい地形に苦しめられる。そして水場は、ブルーホールという内部が水で満たされた洞窟など限られている。空腹感に襲われ、男女の役割についても意見が衝突。また、人食いザメも出るというから油断ができない。2人は無事、島を脱出することができるのか？ ●ジャスティン(ファイヤースターター/7.6-7.8) ●ダニ(ナタ/7.4-8.1) | ■ジャスティン(29) 消防士 ■ダニ(27)ヒッピーで自然愛好家、XL1コロンビア |
| 17回        | 雨のアンデス山脈 (2018/01/29) "Argentina Impossible" (2014/07/27米s3-6)                                   | 今回の舞台はアルゼンチン。アンデス山脈のふもとにある森林でサバイバルインストラクターのトムと小児科医のリサが21日間のサバイバルに挑戦する。標高1200メートル以上のこの地で暮らすのは容易ではない。雨が降り続け、夜は凍えそうなほど気温が下がるのだ。また、毒を持つカエルや危険なヘビも生息している。2人は必死にシェルターを作り、食べ物を確保しようとするが、低体温症になる恐れがあり…。 ●トム(ナタ/8.4-7.9) ●リサ(ファイヤースターター/6.8-7.4)                                                                                                   | ■トム(36) サバイバルインストラクター ■リサ(34) 小児科医 |
| 18回        | ナミビアの砂漠地帯 (2015/02/05) "Primal Fear" (2014/06/29米s3-2)                                          | ナミビアで2人の男女がサバイバルに挑戦。ルークとリンジーが訪れたのは地形が険しい砂漠地帯。食べ物はほとんどなく、火もおこせない。しかも鋭いとげを持つアカシアが自生し、ヒヒや毒ヘビ、大型ネコ科動物など危険な捕食動物も潜んでいるという。昼間は焼けつくような日差し、夜は雨と寒さが2人を追い詰める。空腹感や疲労感に苦しみ、容赦ない豪雨に見舞われながら、2人は21日間、最後までやり遂げることができるのか？ ●ルーク(斧/8.1-8.3) ●リンジー(鍋/6.7-7.1)                                                                                              | ■ルーク(27) 自然体験インストラクター、XL1コロンビア、91回Alone南アフリカ ■リンジー(30)主婦、XL3南アフリカ |
| 19回        | 未公開シーン全部見せますSP (2015/02/12) "S02 Bares All: Starvation, Snakes and Strife" (2014/04/27米s2-7) | 今回は本編では放送されなかった未公開シーンを特集。番組で初めて知り合った男女のペアが、世界各地で21日間の過酷なサバイバル生活に挑戦してきた。挑戦者たちがケンカをしたり、痛みに苦しめられたり、涙を流す姿など、今まで放送されることのなかった様子が明らかになるのだ。これを見れば、サバイバルの楽しさやつらさが分かることは間違いない。 | |
| 20回        | ベジタリアンの挑戦 (2015/07/02) "Jungle Love" (2014/07/20米s3-5)                                          | 今回はニカラグアの熱帯雨林でサバイバル。挑戦者はジャクリンとアダム。2人が置いていかれた場所は標高700メートル以上の密林の中で、夜は凍えるように寒い。脱水症になる恐れがあり、毒ヘビや毒グモ、危険な捕食動物がいる。しかもジャクリンはベジタリアンで食べられるものが限られている。極度の空腹に襲われる中、2人は協力して21日間を乗り越えることができるのだろうか。 ●アダム(ナタ/7.3-7.8) ●ジャクリン(ファイヤースターター/7.1-7.5) | ■アダム(29) ハンター ■ジャクリン(25)WILDLIFE EDUCATOR ベジタリアン |
| 21回        | ドミニカ孤独なビーチ (2015/07/09) "Playing With Fire" (2014/08/03米s3-7)                                  | 今回はドミニカの無人島のビーチで2人の男女が過酷なサバイバルに挑戦する。コリンは栄養士でアスリート、クリスは海兵隊に入隊した経験を持つ漁師だ。島はハリケーンの通り道にあり、険しい崖に囲まれている。容赦なく雨が降り、飢えや脱水症と闘わねばならず、夜は凍える寒さ。海には危険な生き物が待っている。2人の性格が合わないことも問題だ。果たして2人は21日間生き延びることができるのだろうか。 ●クリス(ナタ/7.1-7.9) ●コリン(鍋/6.1-4.9) | ■クリス(38) 漁師、元海兵隊、XL1コロンビア、(米s9spバハマ鮫14日間) ■コリン(32)栄養士でアスリート |
| 22回        | ヒマラヤの影 (2015/07/16) "Himalayan Hell" (2014/08/17米s3-8)                                             | 今回はインド北部、ヒマラヤ山脈の前衛の山で2人の男女がサバイバルに挑戦する。標高が高い極寒の地のため、2人は寒くて眠れない。山の斜面には危険なヒョウや毒ヘビなどがいる。しかも脱水症になり、食べ物もほとんど手に入らない。そんな中、挑戦者のフェイドラが、安全か分からない水を飲み、具合が悪くなってしまう。彼女は頑なにギブアップを拒むが、もう1人の挑戦者ハキームはどんな決断を下すのだろうか。 ●ハキム(自作斧/6.8-7.4) ●フェイドラ(ファイヤースターター/6.2-6.9)                                                                                | ■ハキム(36) トウシン道忍術の師範 イラク帰還兵、XL1コロンビア ■フェイドラ(27)自然愛好家、XL南アフリカ特別編 |
| 23回        | ニカラグア悪夢のジャングル(2015/07/23) "Nicaragua Nightmare" (2014/09/07米s3-9)                           | 今回はニカラグア南部のジャングルで2人の男女がサバイバル。挑戦するのは銃の整備士のジョシュアと、テキサスの大自然の中で育ったアマンダ。所持品はマチェテとダクトテープだけ。ダクトテープは様々な用途があり、重宝する。しかし1人が病気になってしまい、早々と離脱。もう1人が単独で残りの日数をサバイバルすることになる。 ●ジョシュア(ダクトテープ/6.1-4.3) ●アマンダ(ナタ/5.8-6.3) | ■ジョシュア(27) 銃の整備士、XL5南アフリカ ■アマンダ(33) ANIMAL LOVER |
| 24回        | ボツワナ不毛の荒野 (2015/07/30) "Botswana Breakdown" (2014/09/14米s3-10)                                  | シアトルの銀行家とロードアイランドのバーテンダーがアフリカへ向かう。ボツワナの荒野で、それぞれサバイバルスキルを試すのだ。気温が高くて乾燥しており、利用できる資源は極めて少ない。しかも水たまりは動物の排泄物だらけで、アフリカゾウやハイエナなど危険な野生動物も多い。2人のサバイバル生活は過酷なものとなる。果たして、無事に21日間を乗り切ることができるだろうか。 ●マイケル(ナタ/5.9-5.7) ●アシュリー(ファイヤースターター/4.7-3.7) | ■マイケル(32) 銀行員 ■アシュリー(25) バーテンダー、自然愛好家 |
| 25回        | インド嵐の山岳地帯 (2015/08/06) "Fire on the Mountain" (2015/05/17米s4-5)                                 | アウトドア好きのトレントンがサバイバル初心者のジェンとタッグを組み、インド北部の山岳地帯へ向かう。日中は暑く乾燥しており、夜間は冷たい風が吹きすさぶ。時には雷雨に襲われ、サルやヒョウ、サソリなど危険な生き物にも警戒が必要だ。2人はすぐに衝突するようになる。ジェンは内向的な性格のトレントンから信頼を得ようと努力するが簡単にはいかない。さらに、思わぬ事態が2人を追い詰める。寒い夜が続く過酷な環境の中で、2人は力を合わせて21日間を乗り越えることができるのだろうか。 ●トレントン(親友作成のククリナイフ/7.9-8.2) ●ジェニファー(鍋6.4-6.9) | ■トレントン(35) 救急救命士 ■ジェニファー(30)バーテンダーをしながら通学(原子力工学系) |
| 26回        | ブラジル灼熱の砂丘 (2015/08/13) "Dunes of Despair" (2014/09/21)                                           | おおらかな性格の男性と反抗的で子供のような性格の女性がペアになり、ブラジルの砂丘でサバイバルに挑戦する。日差しは焼けるように熱く、見渡す限り白い砂と半水生植物しかない。殺伐とした景色の中で、2人は空腹や脱水症と闘わなければならない。周囲には毒ヘビや巨大なタランチュラが生息している。しかし最も問題なのは、お互いのそりが合わないことだ。限られた資源の中で21日間生き延びるためには、持っているすべてのサバイバル技術を利用しなければならない。 ●マット(自作ククリナイフ/7.1-7.7) ●オノラ(虫メガネ7.6-7.2)                                   | ■マット(24) サバイバルインストラクター ■オノラ(28)ハーブ研究の大学生、XL1コロンビア |
| 27回        | メキシコ失われた海岸 (2015/08/20) "Mayan Sacrifice" (2015/05/03米s4-3)                                    | 何でも進んでやるタイプのルークとポジティブな性格のアリッサがメキシコのユカタン半島の東端にある海岸でサバイバルに挑戦する。海岸はゴツゴツした岩だらけだし、暑さで脱水症に陥りやすい。厳しい自然環境が次々と2人を苦しめる。日差しが強く、食べる物は少ない。とがったサンゴやトゲのある植物、危険なウミヘビ、クロコダイルにも注意が必要だ。まずは火をおこそうとするが、なかなかうまくいかず、イライラが募る。 ●ルーク(鍋/6.8-7.2) ●アリッサ(斧/7.1-7.8)                                                                                              | ■ルーク(35) タトゥーアーチスト ■アリッサ(27)サバイバルインストラクター、XL南アフリカ特別編) |
| 28回        | フロリダアリゲーターの王国(2015/08/27) "Alligator Alley" (2015/04/11米s4-1)                               | 2人の男女がフロリダ州のエバーグレイズにある湿地帯でサバイバルに挑戦。今回参加するのは陸軍の教官であり、2児の母でもあるアンバーと、トラウマを持つ元海兵隊員のライアンだ。湿地帯には血に飢えた蚊や毒ヘビだけでなく、巨大なアリゲーターも出没する。そんな所で21日間、過ごさねばならない。過酷な環境の中で、軍人としてのサバイバル能力が試される。 ●ライアン(ククリナイフ/7.9-8.3) ●アンバー(ファイヤースターター/7.8-7.4) | ■ライアン(29) 薬草の自然栽培業/元海兵隊員、XL南アフリカ特別編、(米s9spバハマ鮫14日間)、93回Aloneアフリカ、XL6ルイジアナ ■アンバー(31)陸軍の教官、主婦、46回ナミビア、XL2エクアドル、XL6ルイジアナ |
| 29回        | コロンビア未開のジャングル(2015/09/03) "Colombian Conflict" (米2015/06/07米s4-7)                          | 真面目なニューヨーカーのチャーリーと、自然を愛するベジタリアンのダニエルがコロンビアのジャングルで21日間のサバイバル生活に挑む。暑さと高い湿度に加え、危険なヘビや毒ガエル、巨大なカイマンにも警戒が必要だ。2人の性格は正反対。用心深いダニエルは、リスクを好む性格のチャーリーをすぐにうっとうしく思うようになる。果たして、2人は最後までやり切ることができるのか。それとも、ジャングルの過酷な環境の中で、関係を改善できないまま終わるのか。 ●チャーリー(ククリナイフ/7.2-7.5) ●ダニエル(ファイヤースターター/6.9-7.5)                         | ■チャーリー(52) 建設業、元海兵隊、XL2エクアドル、XL4フィリピン ■ダニエル(25)捜索救助隊救急救命士、ベジタリアン、XL1コロンビア、136回エクアドル |
| 30回        | 全部見せますSP (2015/09/10) "New Season Exposed" (2014/06/22米s3-1)                                       | 面識のない一組の男女が辺境の地に裸で置き去りにされ、2人で協力して21日間生き延びるという番組「THE NAKED」。その新シーズンの見どころをひと足先にお届けする。また、このシリーズがどのようにして誕生したのかも紹介。製作者たちが番組のコンセプトや狙い、撮影地の自然環境などを明らかにする。挑戦者は見ず知らずの異性と全裸で出会うとき、どのような心境なのか。パートナーとの意見の対立や空腹、寒さ、暑さといった困難に直面した時に挑戦者が見せる人間の強さと弱さ、そして本質とは。番組の魅力を余すところなく紹介する。                               | |
| 31回        | 全部見せますSP2 (2015/09/17) "S03 Special Bares All Blood Sweat and Fears" (2014/09/28米s3-12)            | 2人の男女が21日間、何も衣服を身につけずに僻地でサバイバルに挑戦。非常に過酷な状況に放り出された挑戦者たちは、番組で出会うまでは面識がなく、性格や意見の相違から衝突をすることもある。彼らがケンカしたり、痛みに苦しんだり、涙を流す瞬間をカメラはとらえていた。オリジナルのエピソードでは流れなかった挑戦者たちのありのままの姿を紹介する。 | |
| 32回        | 全部見せますSP3 (2015/09/24) "S04 Bares All Special survival In Close Quarters" (2015/06/14米s4-8)        | 今回は過酷な土地で苦境に耐えてきた挑戦者の心理に焦点を当てる。気分の上がり下がりや恐怖心、フラストレーションといった様々な感情に注目するのだ。寒さや飢えに耐えながら見ず知らずの異性と裸で21日間過ごすために、彼らが本当に耐えねばならなかったこととは？今回も新たに未公開シーンを放送。良い時や悪い時だけでなく、彼らが気まずさを感じた瞬間や奇妙に思った瞬間も紹介する。 | |
| 33回        | ヘビとの遭遇SP (2015/10/01) "Snaketacular" (2014/10/05米s3-13)                                            | 今回は趣向を凝らした特別編。今まで番組に登場したヘビを特集する。サバイバルの途中でヘビに遭遇した挑戦者は多い。ヘビといっても様々で、大きなものや小さなもの、希少種や猛毒を持ったものもいる。挑戦者たちが遭遇したヘビについて語る新たなインタビュー映像や、ロケ地となった土地に生息するヘビの魅力について紹介する。まさに、ヘビ好きのためのヘビを主役にした特別編。 | |
| 34回        | 気まずい瞬間SP (2015/10/08) "Naked and Awkward" (2014/10/12米s3-14)                                       | サバイバルの挑戦者たちは痛みや飢え、渇き、危険に耐えねばならないが、気まずさにも耐えねばならない。今回は彼らが直面した恥ずかしい瞬間を特集。裸で見ず知らずの人間と会話しなくてはいけない気まずさや、どこで排せつするかなど、すべてカメラがとらえてきた。最高に面白い最悪の瞬間を紹介する。さらに、挑戦者たちの新たなインタビューも紹介。当時の気まずかった出来事を詳細に語る。 | |
| 35回        | ガイアナ灼熱のサバンナ (2015/10/15) "Edge of Madnes" (2015/05/10米s4-4)                                   | 今回は南アメリカのガイアナ共和国でサバイバル。赤道直下のサバンナは暑くて、まるで地獄のよう。2人は初日から暑さにやられてしまい、体調を崩す。チームとしてうまくやっていくこともできず、サバイバル生活の続行が危ぶまれる。最初は自信のあった挑戦者も、やがて精神的にも追い詰められ…。果たして彼らは、最後までやり遂げられるのだろうか。それとも途中でリタイアしてしまうのだろうか？ ★(基本アイテム/ファイヤースターター) ●ザック(ナタ/6.8-8.1) ●アフテン(鍋/6.0-4.4)                                                                                | ■ザック(26) 自然体験のインストラクター ■アフテン(27)先住民のサバイバル術を学んできた主婦 |
| 36回        | メキシコ人間を蝕む密林 (2015/10/22) "Rumble in the Jungle" (2015/04/26米s4-2)                             | 今回はメキシコのキンタナロー州にあるジャングルでサバイバル。ケンタッキー州出身、タフでおしゃべりなクリスティーナとカリフォルニア州出身の繊細なライフコーチ、スティーヴがタッグを組む。食べ物はなく、雨が続き、夜は蚊に悩まされる。カイマンやボア、ホエザルなど危険生物も多い。そんな過酷な状況が容赦なく2人のやる気を削いでいく。2人の関係はどんどん悪くなり、足を引っ張り合うことに。果たして最後までやり遂げられるのだろうか。 ★(基本アイテム/ファイヤースターター) ●スティーヴ(ナタ/7.2-7.9) ●クリスティーナ(鍋/6.4-6.7)                      | ■スティーブ(33) ライフコーチ ■クリスティーナ(38)EXPERT HUNTER、XL4フィリピン |
| 37回        | ガイアナ決意の再挑戦 (2015/10/29) "Redemption Road" (2015/06/28米s4-10)                                   | かつてペルーのアマゾンでサバイバルに失敗したAKが、再挑戦するため番組に戻ってきた。今回はガイアナのジャングルでサバイバル生活に挑戦する。しかし、パートナーのジェイソンとは意見が合わず、足並みがそろわない。ジェイソンは食料の確保を最優先するが、AKは鉄砲水に備えてシェルターを用意したいのだ。果たして、AKは番組史上初となる"2度失敗した脱落者"の烙印を押されてしまうのだろうか。 ★(基本アイテム/ファイヤースターター) ●ジェイソン(ナタ/6.2-7.1) ●AK(過マンガン酸カリウム/4.3-6.8)                                                             | ■ジェイソン(31) AVID HUNTER ■AKアマンダケイ(32) SECOND ATTEMPT、専業主婦、9回アマゾン |
| 38回        | メキシコ地獄の園 (2015/11/05) "Garden of Evil" (2015/06/21米s4-9)                                         | 米海軍の元隊員ブランドンと米空軍の予備兵ロビンがメキシコの過酷な環境でサバイバルに挑戦。辺りにはクロヒョウがうろついている。樹液に毒のある木もあり、触ると危険だ。さらに、凍えるような雨が1週間も振り続け、挑戦者2人を苦しめる。彼らが限界を感じるのも時間の問題で…。果たして2人は無事に21日間を過ごし、サバイバルに成功することができるのだろうか。 ★(基本アイテム/ファイヤースターター) ●ブランドン(ナタ/6.8-6.1) ●ロビン(鍋/6.9-6.1) | ■ブランドン(28) 動物管理局員、元米海軍の救命装備員 ■ロビン(32) 看護師で米空軍の予備兵 |
| 39回        | タイ ネズミの島 (2015/11/12) "Lord of the Rats" (2015/05/31米s4-6)                                        | マラソンランナーであり5人の子供を持つ女性と、ロッククライミング好きで一匹狼タイプの男性がタイの島でサバイバルに挑戦。凶暴なサルや病気を媒介するネズミと食べ物を奪い合う。2人は協力してこの生活を乗り切らねばならないが、仲よくなるのは簡単ではない。しかも、21日間後、島から出て家に帰るためには海を泳いで渡らねばならない。果たして2人のサバイバル生活は成功するのだろうか。 ★(基本アイテム/弓切り式火おこし道具) ●ダリン(ロープ/7.8-8.2) ●アンジェラ(ナタ/6.1-6.3)                                                                             | ■ダリン(33) ロッククライミング好きのシェフ、XL南アフリカ特別編 ■アンジェラ(36)マラソンランナー、主婦 |
| 40回        | ガイアナ苦難の湿地帯 (2015/11/19) "Surthrive" (2015/07/19米s4-11)                                         | 3人の子供を持つ看護師と米陸軍特殊部隊「グリーンベレー」の隊員が、ガイアナの僻地にある湿地帯で究極のサバイバル生活に挑戦する。辺りには病気を媒介するハエがいるだけでなく、毒ヘビやカイマンが出没する。常に気の抜けない状況が続く中で、2人は3週間も耐え抜くことができるのだろうか。それとも過酷な環境に耐えられず、ギブアップしてしまうのだろうか。 ★(基本アイテム/弓切り式火おこし道具) ●ボー(蚊帳/7.3-8.3) ●デビー(ナタ/6.2-6.9) | ■ボー(44) 米陸軍特殊部隊グリーンベレーの隊員 ■デビー(31)看護師 |
| 41回        | 視聴者参加SP (2015/11/26) "Easier said than done" (2015/07/26米s4-12)                                     | 今回は特別に2人のラッキーな番組ファンが、通常より1週間少ない14日間のサバイバル生活に挑戦する。舞台はニカラグアの熱帯雨林。ラクには生き延びられない場所だ。2人は危険なサンゴヘビと遭遇。しつこくつきまとう虫にも苦戦する。毒を持った植物にも気をつけねばならず…。果たして、サバイバル初心者の彼らが2週間、乗り切ることはできるのだろうか。 ★(基本アイテム/ナタ) ●パオロ(釣り糸/4.2-5.1) ●クリスティン(ファイヤースターター/3.6-4.4) | ■パオロ(26) 山登り、キャンプが趣味 ■クリスティン(32)看護師、主婦 |
| 42回        | 未公開シーン全部見せますSP4 (2015/12/10) "Bares All: On The Edge" (2015/08/02米s4-13)                     | 今回は過酷な地へ送られたサバイバル挑戦者4組と番組のファン2名が登場し、その熾烈な体験を新たな角度から語る。食料も水も服もない状況で、無情にも極限状態に追い詰められていった彼らは何を思っていたのだろうか。未公開シーンや新たに収録したインタビューを交えつつ、彼らの感情を丸裸にしていく。 | |
| 43回        | ベリーズ闇の恐怖 (2016/10/13) "Fear The Unknown" (2015/10/11米s5-2)                                       | 今回はビッグフットの存在を信じるトレントと、子供を家に残してきたアニーがミステリアスなベリーズのジャングルで3週間の過酷なサバイバル生活に挑戦する。トレントは暗闇が苦手だというが、当然、暗闇は避けられない。しかもジャングルでは毎晩、不気味な音が鳴り響き、2人を震え上がらせる。果たして2人は恐怖に立ち向かうことができるのか。それともギブアップしてしまうのか？ ★(基本アイテム/ナタ) ●トレント(ハンモック/7.4-8.2) ●アニー(火打ち石6.1-4.5)                                                                                                  | ■トレント(44) MOUNTAINサバイバリスト、XL3南アフリカ、117回メキシコ ■アニー(37)写真家、主婦 |
| 44回        | パナマ脅威の大群 (2016/10/20) "The Swarm" (2015/10/25米s5-4)                                              | 軍で銃の修理をしていた経験を持つ男性と、山の知識が豊富な女性がパナマのジャングルで過酷な3週間のサバイバル生活に挑戦。2人は大量発生した虫に苦しめられる。ここでは大きな捕食者よりも小さな虫のほうが脅威なのだ。危険なハチには特に警戒が必要となる。虫に噛まれ、空腹感に襲われればチーム力にも影響が出てしまう。果たして2人は共に21日間を耐え抜くことができるのだろうか？ ★(基本アイテム/ナタ) ●ダスティン(弓切り式火おこし道具/6.1-6.1) ●タラ(鍋/6.8-7.6)                                                                                         | ■ダスティン(30) 弾薬工場勤務 ■タラ(40)自然体験セラピスト |
| 45回        | フィリピン命の水 (2016/10/27) "All or Nothing" (2015/11/01米s5-5)                                         | ルイジアナ州のバイユーから来たハンターとカリフォルニア州在住のサーファーが、フィリピンの孤島で過酷なサバイバル生活に挑む。ここは高温多湿の島。伝染病を媒介する蚊や危険なヘビに注意が必要だ。2人で力を合わせ、原始的な方法で火をおこし、飲み水や食料を集めねばならない。しかしうまく飲み水を確保できず、やがて脱水症に陥る。果たして21日間、生き延びることができるのだろうか？ ★(基本アイテム/ナタ) ●ジェレミー (ワイヤー/7.3-6.1) ●キャシディ(鍋/6.1-4.9)                                                                                        | ■ジェレミー(38) 建設業、56回ルイジアナ、XL3南アフリカ ■キャシディ(26)サーファー |
| 46回        | ナミビア23日間の挑戦 (2016/11/03) "23 Days" (2016/06/05米s6-14)                                           | 本から得た知識は豊富だけれど経験の浅いドンと、ロッククライミングが得意なホリーがナミビアのサバンナで3週間のサバイバル生活に挑む。しかし厳しい暑さや脱水症のせいで2人はすぐに追い詰められてしまう。そして恐れていたことが現実となる。その後、かつてサバイバル失敗に終わった別のメンバーが加わることに。果たして最後までやり遂げられるのか？ ★(基本アイテム/ナタ) ●ドン (飯盒/6.2-7.5) ●ホリー (ファイヤースターター/6.0-x) ●アンバー(7.4-x) | ■ドン(28)山岳ガイド見習い ■ホリー(23)クライミングジム勤務、 2日目にリタイアの為、アンバーが挑戦 ■アンバー(32)陸軍の教官、主婦、28回フロリダ、XL2エクアドル、XL6ルイジアナ |
| 47回        | パナマ取り残されて (2016/11/10) "Forsaken" (2015/10/04米s5-1)                                             | 元警官のゲイリーとシングルマザーのキムがパナマ・サンノゼ島のジャングルでサバイバル生活に挑む。危険なクモやヘビ、カイマンなどに警戒が必要で、日中の暑さと夜間の冷え込みも厳しい。ゲイリーは経験豊富な自信家で、キムは足りない知識を情熱でカバーしようとするタイプ。些細なことで仲たがいしてしまう。そしてサバイバル生活を始めて数日後、早くも1人が厳しい環境に音を上げ、もう1人が単独で食料集めや狩りをせねばならなくなる。 ★(基本アイテム/アウトドア用の紐) ●ゲイリー (斧/7.1-5.3) ●キム (自作の火おこし道具/6.2-7.0)                            | ■ゲイリー(53)射撃のインストラクター、元警察官 ■キム(23)パン職人、シングルマザー、XL南アフリカ特別編、100回Aloneベリーズ |
| 48回        | フィリピン見えない汚染 (2016/11/17) "Contamination" (2016/04/17米s6-7)                                    | 台風が通り過ぎ去った後の荒れ果てたフィリピンの森で、専業主婦と頑固なトラック運転手がタッグを組んで21日間のサバイバル生活に挑戦。2人は厳しい環境の中、病気や食料不足と闘わねばならなくなる。何とか飢えをしのぐため、スカンクまで調理。肉が汚染されないよう気をつけねばならない。果たして2人は協力して苦難を乗り越えることができるのだろうか？ ★(基本アイテム/ナタ) ●マット(パチンコ/6.6-7.2) ●カレン(火打ち石/6.3-7.2) | ■マット(33)トラック運転手、XL2エクアドル ■カレン(51)専業主婦 |
| 49回        | ベリーズ倒木の森 (2016/11/24) "All Falls Down" (2016/04/10米s6-6)                                         | 持久力に自信のある女性アスリートと神経質な専業主夫がタッグを組み、ベリーズのジャングルで21日間のサバイバル生活に挑戦する。そこには恐ろしいジャガーや毒ヘビが生息している。その上、突然の倒木や嵐などにも気をつけなければならない。危険だらけの地で、2人は力を合わせて最後まで生き抜くことができるのだろうか？ ★(基本アイテム/ファイヤースターター) ●アーロン(ナタ/6.6-7.4) ●ケーシー(蚊帳/4.8-6.4) | ■アーロン(38)専業主夫 ■ケーシー(30)女性アスリート |
| 50回        | ナミビア心の闇 (2016/12/01) "The Darkest Hour" (2015/10/18米s5-3)                                         | 山に詳しいジョーと犯罪捜査をしていた元警官のアンドレアがナミビアのザンベジ州でサバイバル生活に挑戦する。この広大な土地にはカバなど危険な動物がたくさん生息している。しかし一番恐ろしい悪魔はアンドレアの心に潜んでいた。過酷なサバイバル生活を始めて間もなく、アンドレアは不調に陥る。果たして彼女はパートナーの協力を得て、己の心に打ち勝てるだろうか？それとも限界を迎えてしまうのだろうか？ ★(基本アイテム/鍋) ●ジョー(ナイフ/7.1-8.0) ●アンドレア(ファイヤースターター/6.6-7.5)                                                              | ■ジョー(55)カウボーイ、ボーイスカウトの指導者 ■アンドレア(29)元警察官 |
| 51回        | 未公開シーン全部見せますSP5 (2016/12/15) " Bares All: Never Give Up" (2016/05/08米s6-10)                  | 今回は過去のエピソードを振り返り、サバイバル生活を終えた挑戦者たちの心境の変化を探る。サバイバルの舞台はベリーズやタイ、ナミビアなど。パナマではハチに襲われたスタッフがあわや命を落としかけた。その時の様子も振り返る。厳しい大自然の中で裸になって行うサバイバルは危険に満ちあふれている。しかし挑戦者たちは気まずい時間を乗り越え、創意工夫でチャレンジを成功させようとするのだった。 | |
| 52回        | タイ豪雨の脅威 (2018-6-20/AM10:00) "Hell or High Water" (2016/04/24米s6-8)                                | マットとリンジーがタイ王国でサバイバルに挑戦。過去の洪水で39名もの死者が出た川のある峡谷で二人は豪雨に遭い番組スタッフと切り離される。周りの森には凶暴な猪、虎などの野生動物もいる。リンジーは甲状腺機能低下症のため体温調節がしにくい体質でベジタリアンではないが肉嫌いである。 ★(基本アイテム/ファイヤースターター) ●マット(カスタムメイドのナイフ/7.8-8.7) ●リンジー(防水シート/6.1-6.5) | ■Matt Wright(31)マット サバイバルガイド、XL2エクアドル、米s10#04 BootCamp、 XL3南アフリカ、 97回南アフリカ、XL6ルイジアナ ■Lindsay Boisclair (32)リンジー カスタマーサービス業勤務、アウトドア経験豊富のシングルマザー |
| 53回        | ベリーズ嵐のジャングル (2018-7-3/23:00) "Eye of the Storm" (2017/03/05米s7-1)                             | 今回は反抗的な女性と退役した軍曹がベリーズのジャングルでサバイバルに挑戦。そこに大型ハリケーンが襲いかかり、2人の挑戦を脅かす。ハリケーンで荒れまくる熱帯雨林で、2人は力を合わせ、最後まで生き延びることができるのだろうか？ ★(基本アイテム/ファイヤースターター) ●ジェイソン(蚊帳/6.8-x) ●レイシー(ナタ/7.1/-8.2) | ■Jason Gassaway(44)ジェイソン 元軍保安官事務所巡査部長、元SWAT隊員 ■Lacey Jones(30)レイシー 夫婦で銃製造販売店経営、XL2エクアドル、XL3南アフリカ、95回Aloneアフリカ、XL6ルイジアナ |
| 54回        | モントセラト火山島 (2018/07/10) "Ashes to Ashes" (2017/04/02米s7-5)                                       | サバイバル・インストラクターと退役軍人がカリブ海に浮かぶ火山島モントセラトで過酷なサバイバルに挑戦する。2人がそれぞれ培ってきたサバイバル術は全く異なるが、協力して生き延びる方法を模索していく。しかし、あるアクシデントがきっかけで事態は予期せぬ方向へ進み…。 ★(基本アイテム/Macheteナタ) ●チャド(火起こし棒ドリル/7.1-4.9) ●ドーン(パラコード/7.1-5.4) | ■Chad Keel(28)チャド サバイバルインストラクター、コンピュータープログラマー、76回南アフリカ ■Dawn Dussault(33)ドーン カナダ軍退役軍人、XL5南アフリカ |
| 55回        | 南ア 視聴者の挑戦 (2018/07/17) "Special:The Lost World" (2017/04/09米s7-6)                                | 今回の特別編ではラッキーな番組のファン2人が14日間のサバイバルに挑戦。シングルマザーと楽天家の男性が南アフリカの海岸にやって来る。果たして2人は番組のいちファンから栄誉ある“生還者”になることができるのだろうか？ ★(基本アイテム/ファイヤースターター) ●ジョナサン(粘着テープ/4.0-x) ●ガブリエル(Macheteナタ/4.2-6.9) | ■Jonathan Short(25)ジョナサン データナビット ■Gabrielle Balassone(27)ガブリエル 法学部学生、シングルマザー、68回ミシシッピー、米s10#04 BootCamp、 XL4フィリピン |
| 56回        | ルイジアナ幽霊沼1 (2018/07/24) ”Cures of the Swamp PART1” (2017/04/30米s7-9)                              | 以前、番組でサバイバルに挑戦したジェレミーが、やり直すチャンスを求めて再登場。今度はルイジアナ州の恐ろしい湿地帯でサバイバル生活をする。ペアを組むのは空軍の兵役経験があるミシェル。サバイバル生活が始まって早々、トラブルが発生。ジェレミーと頑固なミシェルの間に溝ができてしまい…。 ★(基本アイテム/鍋) ●ジェレミー(Macheteナタ/6.1) ●ミシェル(ファイヤースターター/6.1-x) ●メラニー(-/7.2) | ■Jeremy McCaa(40)ジェレミー 建設業、45回フィリピン、XL3南アフリカ ■Michlle Etchings(34)ミシェル 空軍6年間兵役(3日目リタイア) ■Melanie Rauscher(29)メラニー 海軍4年間兵役、XL3南アフリカ |
| 57回        | ルイジアナ幽霊沼2 (2018/07/31) ”Cures of the Swamp PART2” (2017/05/07米s7-10)                             | かつて番組に出演してサバイバルに失敗したジェレミーが、前回に続きルイジアナ州の湿地帯でサバイバル生活に再挑戦。最初のパートナーは3日目でギブアップ。5日目からは新しいパートナーがやってきて、21日間のサバイバル生活を続行する。湿地では奇妙な音がしたり物影が動いたりして2人を震え上がらせる。今度こそ、ジェレミーは最後までやり遂げることができるのだろうか？結末が見逃せない。 ★(基本アイテム/鍋) ●ジェレミー(Macheteナタ/6.1-8.2) ●メラニー(-/7.2-7.6)                                                                                         | ■Jeremy McCaa(40)ジェレミー 建設業、45回フィリピン、XL3南アフリカ ■Melanie Rauscher(29)メラニー 海軍4年間兵役、XL3南アフリカ |
| 58回        | 西インド諸島 孤独の海 (2018/08/07) "Lost At Sea" (2017/07/30米s8-1)                                       | サバイバルに挑戦するのは、風変わりなダイブマスターのサラと、内向的な元シールズ隊員のベン。2人は番組史上初めて、カリブ海に置き去りにされる。まずは陸を探さなくてはならない。海は危険でいっぱいだ。サメ、バラクーダ、クラゲ…。陸に上がれたとしても、衝突しがちな2人は協力し合えるのか？ ★(基本アイテム/救命イカダ、パドル、柄杓) ●ベン(Macheteナタ/8.1-8.3) ●サラ(素潜り用マスク/6.8-8.3) | ■Ben Johnson(28)ベン 元ネイビーシールズ、民間軍事会社勤務 ■Sarah Danser(25)サラ ダイビングマスター、XL3南アフリカ、117回、XL6ルイジアナ |
| 59回        | 見どころ丸出しSP (2018/08/14) "Special: Suffering, Sunburn And Sharks" (2017/07/30米s8-0)                 | 今回の特別編では、腕に自信のある勇敢なサバイバリストたちが、最も過酷なサバイバルに挑戦する。男女５人ずつ、計10人が危険な場所に取り残され、自分たちのやり方で生き延びる術を探す。より過酷で、より恐ろしい環境に囲まれ、彼らも今まで以上にクレイジーになる。果たして、サバイバル生活は成功するのだろうか？ | |
| 60回        | アマゾン 衝突する世界 (2018/08/21) "Worlds Collide Part 1" (2017/05/21米s7-12)                            | 元レンジャーで暗い過去を持つチャンスと 陽気なメリッサがエクアドルの熱帯雨林でサバイバル生活に挑む。高温多湿な日が続き豪雨にも見舞われる。しかもクロカイマンやヘビ、ピラニアに遭遇する恐れもある。しかし一番問題なのは2人の性格が合わない事だ。メリッサは知ったかぶりで、チャンスは気分屋のため、共同作業ができない。果たして21日間、乗り切ることはできるのか？ ★(基本アイテム/鍋、ファイヤースターター) ●チャンス(Macheteナタ/6.8-7.3) ●メリッサ(釣糸、釣針/7.0-7.7)                                                                             | ■Chance Davis(28)チャンス 元レンジャー、XL2エクアドル ■Melissa Miller(27)メリッサ 自然専門家、XL3南アフリカ、86回フロリダ |
| 61回        | ベリーズ 狙われたハンター (2018/08/28) "The Hunted" (2017/08/03米s8-3)                                    | 獣医師の助手で4人の子供の母親でもあるサラと、ルイジアナ州で建設作業員をしているダックが、サバイバル生活に挑戦。捕食者がウヨウヨいるベリーズのジャングルに挑む。二人は食べ物を探しているうちに不安になり、夜になったらジャガーに襲われるのではないかと思い始める。極度の空腹感に襲われた2人は精神的にもどんどん追い詰められていき…。 ★(基本アイテム/鍋) ●ダック(Macheteナタ/6.7-7.1) ●サラ(ファイヤースターター/6.9-7.4) | ■Dustin Campbell(37)ダック 建設作業員、XL3南アフリカ、XL4フィリピン ■Sarah Wiley(35)サラ 獣医師助手 |
| 62回        | ベリーズ番組ファンの挑戦 (2018/09/04) "Special:Belize Breakdown" (2017/08/20米s8-6)                       | 今回は番組のファンであるプロのサーファーと子持ちの男性ユーチューバ―が、ベリーズのジャングルでサバイバルに挑戦する。凶暴なサルやヤマネコに追いかけられ、彼らの予想をはるかに超える究極のチャレンジとなるのだった。 ★(基本アイテム/蚊帳、非常用無線機、4日目ファイヤースターター) ●コリー(Macheteナタ/3.9-3.4) ●アナスタシア(粘着テープ/3.2-x) | ■Cory Williams(35)コリー ユーチューバー ■Anastasia Ashley(30)アナスタシア プロサーファー |
| 63回        | 特別編サバイバル不能 (2019/11/21) ”Special Unsurvivable” (2018/03/11米s9-0)                               | ブラジルの砂漠やハリケーン・イルマが上陸中のフロリダ州の湿地などで、挑戦者はあらゆる自然の驚異に耐えねばならない。食料を探すスキルだけでなく、忍耐力も必要で…。 | |
| 64回        | メキシコ 夜の盗難事件 (2019/11/28) "Thieves In The Night" (2018/04/15米s9-6)                              | ファッション・プロデューサーのアヴァと救急医療隊員のラリーがメキシコのジャングルでサバイバルに挑戦。辺りには鋭くとがった岩や植物のトゲだらけ。途中、石灰岩でできた穴に水がたまってできた泉セノーテを見つける。寝床にできそうな場所はそこだけだが、そこにはコウモリやジャガーも集まってくる。果たして、出会ったばかりの男女が、見知らぬジャングルで生き延びられるのだろうか？ ★(基本アイテム/鍋) ●ラリー(ファイヤースターター/6.8-4.2) ●アヴァ(Macheteナタ/6.3-4.5) ●スティーブン(メッシュガード/7.2-5.4)                                         | ■Larry Little(33)ラリー 救急隊員 ■Ava Holmes(26)アヴァ ファッション・プロデューサー、自然保護活動家 ■Steven Townes(33)スティーブン 元海兵隊機械工、 スキューバダイビングインストラクター、73回パナマ |
| 65回        | ニカラグア 灼熱地獄 (2019/12/05) "Burnt To A Crisp" (2018/04/29米s9-8)                                    | 屋根職人で6人の子供の父親でもある男性と元軍人でシングルマザーの女性が、ニカラグアのジャングルでサバイバル生活に挑む。この挑戦の少し前、カテゴリー3のハリケーンがジャングルを襲い、食料は激減。川にも地上にもクロコダイルがいる。さらに、毒を持ったクモや、なわばり意識の強いサルまで出没する。木陰に入らなければ、ニカラグアの日差しは焼けつくように暑い。謎の病気にかかる恐れもあり…。 ★(基本アイテム/Macheteナタ） ●リー(パラコード/7.7-xx) ●リアン(蚊帳/6.1-5.3)                                                                              | ■Lee Diehl(42)リー 屋根職人 ■Leann Duncan(43)リアン 元軍人 |
| 66回        | ブラジル禁断の果実 (2019/12/12) "Forbidden Fruit" (2018/04/01米s9-4)                                      | 自称“ロサンゼルスのターザン”と、我慢強くて頑固なスポーツマンの女性が、ブラジルのジャラパオにあるサバンナでサバイバル。彼らは湿った熱帯雨林を想像していたが、そこに緑は見当たらず、目の前には風が吹きすさぶ荒野だけが広がっていた。スタート早々、2人はやり方でモメることに。それぞれの優先順位も違う。果たして、2人は協力して、生き延びることができるだろうか？ ★(基本アイテム/鍋) ●ギャリー(ファイヤースターター/7.2-7.0) ●カラ(Macheteナタ/5.6-5.4)                                                                                             | ■Gary Golding(49)ギャリー 環境活動家、XL3南アフリカ、97回南アフリカ、96回Aloneベリーズ、XL6ルイジアナ ■Karra Falkenstein(35)カラ |
| 67回        | メキシコ マヤの亡霊 (2019/12/19) "A Screw Loose" (2018/03/18米s9-2)                                       | 格闘技のインストラクターでありシャーマンでもある男性と、看護師の女性がメキシコのチアパス州にあるジャングルでサバイバルに挑戦。マヤ文明の遺跡に囲まれ、2人は不気味な霊に取りつかれたようになる。夜中でも、ひっきりなしに虫に刺される上、息が詰まりそうなほど湿度が高く、ゲリラ豪雨に襲われ、2人は気力を奪われていく。途中、1人は大けがをしてしまい、もう1人は危険な果実を食べ…。 ★(基本アイテム/ファイヤースターター) ●シーザー(蚊帳/6.2-5.3) ●リア(Macheteナタ/6.4-5.9)                                                                          | ■Cesar Aliva(53)シーザー 格闘技インストラクター ■Leah Chandler(22)リア 看護師 |
| 68回        | ミシシッピ 湿地帯の女王 (2019/12/26) "Swamp Queen" (2018/03/25米s9-3)                                     | 自信家で狩りが得意なブライアンと、ロースクールに通うガブリエルがミシシッピ州のバイユーでサバイバルに挑戦。ガブリエルは番組ファンとして、かつて特別編に登場。南アフリカの辺境地で14日間、生き延びた経験がある。バイユーでは日中は蚊に苦しめられ、夜中はクロコダイルやピューマに狙われる。激しい雷雨で、やがてブライアンは追い詰められていく。ガブリエルは、やり遂げたいと思うが…。 ★(基本アイテム/ファイヤースターター) ●ブライアン(Macheteナタ/6.3-5.0) ●ガブリエル(鍋/6.9-8.3)                                                                  | ■Brian Schultz(29)ブライアン 元軍人 ■Gabrielle Balassone(28)ガブリエル 55回南アフリカ(番組ファン参加14日間)、米s10#04 BootCamp、 XL4フィリピン |
| 69回        | ブラジル 毒の罠 (2020/01/02) "Pick Your Poison" (2018/05/13米s9-10)                                       | 警備員や捜索救助の仕事をしている男性と、腫瘍学研究の博士号を持つ女性が、ブラジル北東の川でサバイバルに挑む。テーブルマウンテンの壮大な景色や、透明な水に感動したのも束の間。川岸には毒を持つヘビやオオヒキガエルがいるし、川の中には巨大なアナコンダやエイの一種がいる。しかも砂漠地帯は昼間は38度まで温度が上がり、夜間は一気に冷え込む。果たして、2人が持つ知識は役に立つのだろうか？ ★(基本アイテム/ファイヤースターター) ●アンソニー(Macheteナタ/7.2-5.8) ●スーザン(虫除けネット/6.7-7.7)                                                    | ■Anthony Coppage(46)アンソニー 捜索救助隊員 ■Suzänne Taylor(36)スーザン(現Suzänne Zeta) 研究員、XL5南アフリカ、124回エクアドル、XL6ルイジアナ |
| 70回        | クマが支配する山 (2020/01/09) "Loaded For Bear " (2018/05/06米s9-9)                                       | カリフォルニア州在住の医療関係者とアメリカ空軍の曹長が、テネシー州のグレート・スモーキー山脈でサバイバル。2人は火をおこすのに苦労し、高所で凍えながら夜を過ごす。また、クマがつけた足跡や、木を引っかいた跡を発見。クマのなわばりにいることを悟る。案の定、昼間はクマに遭遇。夜は別の動物がやって来て、2人を震え上がらせる。果たして、最後までサバイバル生活をやり通すことができるのか？ ★(基本アイテム/パラコード) ●ジャーメイン(弓矢/6.9-7.3) ●ティール(Macheteナタ/6.6-7.0)                                                                   | ■Jermaine Jackson(43)ジャーメイン 医療関係情報担当者 ■Teal Bulthuis(34)ティール 空軍曹長 |
| 71回        | フロリダ ハリケーンの脅威 (2020/01/16) "Category 5 Survival" (2018/03/11米s9-1)                           | カリフォルニア州在住の植物生物学者と、イラク戦争の難民で3人の子を持つ女性が、フロリダ州のウェキバ川でサバイバル。洪水が多い地域で、毒グモやヘビがいる他、クロクマも出没する。2人とも狩りの経験はあるが、仕留めるのに苦戦。夜は虫や夜行性の動物に眠りを妨げられる。しかし、何より恐ろしいのはハリケーンだ。勢力の強いハリケーンに襲われ、2人は無事に最終日を迎えることができるのか？ ★(基本アイテム/ファイヤースターター) ●デューク(Macheteナタ/7.1-7.6) ●アマル(鍋/6.5-7.0)                                                                      | ■Brady Duke(36)デューク 鳥類植物研究者、XL4フィリピン ■Amal Alyassiri(34)アマル |
| 72回(2時間) | ニカラグア 地獄の島 (2020/01/23) "Love At First Fight" (2018/04/22米s9-7)                                 | 今回はスキー場の元パトロール隊員とグランドキャニオンで川下りのガイドをしている女性がニカラグアのサパテラ島でサバイバル。淡水湖に浮かぶこの島の周りにはオオメジロザメがウヨウヨいる。2人は過酷なジャングルの状況に圧倒され、自分たちのサバイバル哲学が通用しないと痛感する。夜には大型の猫科の動物がうろつく。さらに、度重なる洪水で、サメの泳ぐ湖を泳がねばならなくなり…。 ★(基本アイテム/釣り糸と針) ●ウェス(Macheteナタ/7.1-3.8) ●レア(ファイヤースターター/7.0-5.2) ●ジェームズ(ネット、鍋/7.9-9.1)                                           | ■Wes Heustess(40)ウェス 元スキー場パトロール隊員 ■Leah McCabe(34)レア リバーガイド ■James Lewis(49)ジェームズ サバイバリスト、XL4フィリピン |
| 73回        | パナマ 最悪の知らせ (2020/01/30) "Blindsided" (2018/8/5米s9-14)                                           | 元海兵隊員でスキューバーダイビングのインストラクターをしているスティーヴンは、かつてメキシコでサバイバル中に食料と水を盗んだため、失格となっていた。今回はそんな彼が、パナマとコロンビアの国境でサバイバル生活に再挑戦。彼のパートナーは同じく元軍人のアンジェラ。2人とも気が強い元軍人ということで、開始早々、衝突。口論が絶えない。そのような中、アンジェラに衝撃的な知らせが届き…。 ★(基本アイテム/ファイヤースターター) ●スティーブン(鍋/5.4-3.1) ●アンジェラ(Macheteナタ/6.9-xx)                                                            | ■Steven Townes(35)スティーブン 海兵隊機械工、スキューバダイビングインストラクター、64回メキシコ ■Angela Hammer(44)アンジェラ 元軍人、76回南アフリカ、XL4フィリピン |
| 74回        | ホンジュラス 雨と寒さの中で (2020/02/06) "Trouble In Paradise" (2018/06/10米s9-11)                        | ブッシュクラフターのライリーと南アフリカ出身の環境科学者カイルが、ホンジュラス北部のジャングルでサバイバル生活に挑戦。ひたすら降り続く雨と寒さに耐えねばならない。2人は精神的にも支え合っていかなければならないが、一匹オオカミのライリーには、それができない。また、筋骨たくましいカイルにとって満足な食事ができないのは、思ってた以上にキツかった。果たして2人は生き延びられるのか？ ★(基本アイテム/鍋) ●カイル(Macheteナタ/6.3-xx) ●ライリー(ファイヤースターター/6.3-7.1)                                                                    | ■Kyle Oelofse(32)カイル 環境科学者 ■Rylie Parlett(31)ライリー ブッシュクラフター、XL4フィリピン、XL6ルイジアナ |
| 75回        | パナマ 涙のボカス・デル・トロ (2020/02/13) "Special: Island of Tears" (2018/04/08米s9-5)                  | セミプロのスノーボーダー、マックスとITコンサルタントのビアンカがパナマの島ボカス・デル・トロでサバイバル生活に挑む。マングローブにはカイマンやヘビ、それにクモが潜んでいる。マックスは、様々なサバイバル術をビアンカに教えようとするが、彼女のあまりの知識のなさに、ストレスがたまっていく。ビアンカの不注意で火が消えてしまい、嵐が島を襲う中、2人は凍えながら夜を過ごすことになる。 ★(基本アイテム/ファイヤースターター) ●マックス(愛用の鍋/4.5-5.6) ●ビアンカ(Macheteナタ/3.6-4.6)                                                            | ■Max Djenohan(29)マックス スノーボーダー、(米s10-3パナマ21日間)、XL4フィリピン、98回Alone南アフリカ、XL6ルイジアナ ■Bianca Isidro(27)ビアンカ ITコンサルタント |
| 76回        | 南アフリカ リベンジ・サバイバル (2020/02/20) "Fire And Fury" (2018/08/12米s9-16)                          | 元軍人のアンジェラは過去パナマでサバイバルに挑戦するも、親しい者の訃報を聞き、途中でギブアップしていた。そんな彼女が今回、南アフリカの砂漠でサバイバルに再挑戦する。彼女のパートナーは、同じく過去に脱落経験があるチャドだ。モントセラトでのサバイバルでは、途中で治療が必要となり、脱落した。今回は砂漠の日差しとヒョウに苦しめられる。タイプの違う2人が、うまく力を合わせられるだろうか？ ★(基本アイテム/パラコード) ●チャド(斧/4.9-2.8) ●アンジェラ(鍋/6.8-7.1)                                                                               | ■Chad Keel(28)チャド サバイバルインストラクター、プログラマー、54回モントセラト ■Angela Hammer(44)アンジェラ 元軍人、 73回パナマ、XL4フィリピン |
| 77回        | ニカラグア視聴者もサバイバル (2020/02/27) "Special: Fan Down" (2018/06/24米s9-12)                         | 今回は番組ファンが14日のサバイバル生活に挑戦する特別編。10代の母親マーシーと看護師のジャスティンがニカラグアの辺境地に向かう。マーシーは母親としての勘が役に立つと信じている。一方、ジャスティンは決断が早いところが、この生活に役立つと思っている。2人は好スタートを切るが、寝床を確保するのに苦労。テレビで見るのと、実際に経験するのでは全く違うと痛感するのだった。 ★(基本アイテム/ファイヤースターター) ●ジャスティン(Macheteナタ/5.3-5.0) ●マーシー(鍋/4.3-1.3)                                                                            | ■Justin Tuell(-)ジャスティン 看護師 ■Maci Bookout(-)マーシー 主婦 |
| 78回        | コロンビア心のサバイバル (2020/03/05) "Meltdown On The Mountain" (2019/05/19米s10-16)                     | 2児の父親トミーと元軍人の女性リアがコロンビアの高知にあるジャングルでサバイバル生活に挑戦する。雨や寒さ、風に絶えず苦しめられる上、四六時中、虫に刺されてしまう。しかも十分な食料が手に入らない。2人が21日間を乗り越えられるかは、精神的な闘いに勝てるかにかかってきて…。 ★(基本アイテム/鍋) ●トミー(Macheteナタ/6.5-7.5) ●リア(ファイヤースターター/6.2-3.2) | ■Tommy Brown(32)トミー ■Lea Olszewski(43)リア |
| 79回        | 南アフリカサバンナでサバイバル (2020/03/12) "Stalked On All Sides" (2019/04/14米s10-10)                   | 4人の子供を持ち、20年も自給自足の生活を送ってきた母親ケリーと、元軍人のエリックが、南アフリカのリンポポ川流域に広がるサバンナでサバイバル生活に挑戦する。川があるということは動物がたくさん集まるということだ。ライオンやクロコダイル、カバなど凶暴な捕食者もやってくる。2人は川の近くにとどまって水を確保するが、途中でトラブルが発生。難しい決断を迫られることになる。 ★(基本アイテム/鍋) ●エリック(ブッシュナイフ/6.3-5.3) ●ケリー(ファイヤースターター/6.6-7.6)                                                                              | ■Erick Jorgenson(29)エリック 元軍人 ■Kelly Roske(41)ケリー 主婦 |
| 80回        | メキシコのジャングル (2020/09/03) "Baked Alaskan" (2019/03/17米10-6)                                      | アラスカに移住した者と我慢強いアスリートが、メキシコのジャングルで21日間のサバイバル生活に挑戦する。ジャングルには大量の虫が発生し、2人を苦しめる。果たして、2人で最後までやり遂げることができるのだろうか？ ★(基本アイテム/ファイヤースターター) ●ジョン(パラコード/6.7-7.1) ●グウェン(Macheteナタ/6.9-7.4) | ■Jon Hart(33)ジョン ■Gwen Grimes(46)グウェン、アラスカの農場主、XL5南アフリカ |
| 81回        | コロンビアの熱帯雨林 (2020/09/10) "The Spirits Are Angry" (2019/03/31米s10-9)                             | 今回の舞台はコロンビアの熱帯雨林。この熱帯雨林には、呪われているというウワサがある。凶暴なジャガーや危険なヘビ、そして容赦ない虫が潜む中、2人の挑戦者が21日間のサバイバル生活に挑む。果たして、どんな結果が待ち受けているのだろうか？ ★(基本アイテム/ファイヤースターター) ●ブレント(蚊帳/6.7-6.3) ●キャット(Macheteナタ/6.5-7.2) | ■Bulent Gurcan(42)ブレント 107回メキシコ、XL5南アフリカ ■Cat Orza's(26)キャット |
| 82回        | ブラジルの大自然(2h) (2020/09/17) "Stalked On The Savannah" (2019/06/23米s10-19) (2019/06/30米s10-20)     | アウトドア・エデュケーターと、ＩＴ会社の運営者がペアになり、ブラジルの大自然で過酷な21日間のサバイバル生活に挑戦する。果たして2人は協力し合い、無事に目標を達成することができるだろうか？ ★(基本アイテム/Macheteナタ) ●ウエス(ロープ/6.7-8.4) ●ジェシー(木製の火起こし/6.9-8.4) | ■Wes Harper(48)ウエス XL5南アフリカ、124回エクアドル ■Jesse Everett(28)ジェシー |
| 83回        | 視聴者の挑戦SP (2020/09/24) "What The Duck" (2019/04/28米s10-13)                                          | 番組の大ファンだという男女2人がメキシコの島に降り立ち、14日間のサバイバル生活に挑戦する。2人は毒ヘビや凶暴なジャガーに遭遇。大量のサシチョウバエに襲われる。２人はギブアップせず、最後まで乗り切ることができるだろうか？ ★(基本アイテム/蚊帳) ●ダン(ファイヤースターター/4.8-6.5) ●ホリー(Macheteナタ/4.3-6.3) | ■Dan Link(27)ダン 127回チワワ砂漠 ■Holly Roberts(28)ホリー |
| 84回        | ジャングルの刺客 (2020/10/01) "Don't Let the Jungle Bugs Bite" (2019/05/12米s10-15)                       | 3人の子供がいて自然が大好きな女性と、1人で登山するのが好きな男性が、広大な洞窟に入り21日間のサバイバル生活に挑戦する。それは虫との闘いとなるのだった。果たして、2人は無事に帰ってこられるのだろうか？ ★(基本アイテム/ファイヤースターター、蚊帳、Macheteナタ、懐中電灯) ●ジェレミー(自分の眼鏡/6.7-7.4) ●トリッシュ(-/6.5-7.4) | ■Jeremy Upshaw(33)ジェレミー 登山家、衣料品店勤務 ■Trish Bulinsky(46)トリッシュ バーテンダー |
| 85回        | 水中の脅威 (2020/10/08) "You've Got Another Sting Coming" (2019/03/03米s10-2)                             | 長距離ハイカーと原始的な暮らしのエキスパートが、ブラジルのジャングル島で21日間のサバイバル生活に挑戦。島はうだるような暑さだ。人食いアナコンダや危険なエイが潜む水中に２人も入り…。 ★(基本アイテム/ファイヤースターター) ●ネイサン(ダダオ中国の刀/8.2-9.4) ●ホイットニー(鍋/6.1-6.9) | ■Nathan Martinez(32)ネイサン ■Whitney Hamblin(28)ホイットニー |
| 86回        | フロリダの湿地 (2020/10/15) "Swamp Don't Care" (2019/04/21米s10-12)                                       | 2人の元軍人がフロリダ州の湿地帯で21日間の過酷なサバイバル生活に挑戦する。湿地帯で過ごすのは、想像以上に難しい。２人は協力し合い、最後までやり遂げることができるだろうか？ ★(基本アイテム/鍋) ●ジェイク(ククリナイフ/8.0-8.6) ●メリッサ(ファイヤースターター/7.7-8.1) | ■Jake Nodar(40)ジェイク (米s6-4アマゾン)、XL南アフリカ特別編 ■Melissa Miller(29)メリッサ 自然専門家、60回アマゾン、XL3南アフリカ |
| 87回        | アフリカのプレデター (2020/10/22) "Bite Club" (2019/03/31米s10-8)                                         | ガラガラヘビやサメ、クマに襲われながらも生き延びた男性と、オールスター・サバイバーのマット・ライトと結婚した女性ハンターがペアを組む。2人は、捕食者がウヨウヨいるアフリカの僻地21日間のサバイバル生活に挑む。 ★(基本アイテム/鍋、ファイヤースターター、Macheteナタ) ●ディラン(-/6.3-5.9) ●ブルック(弓、矢筒/6.4-7.1) | ■Dylan Williams(20)ディラン ■Brooke Wright(39)ブルック マットライトの妻 |
| 88回        | 三人組チャレンジ (2020/10/29) "Threesome" (2019/03/17米s10-5)                                             | 今回は番組史上、初となる試みをする。3人でチームを組み、21日間のサバイバル生活に挑むのだ。3人が降り立ったのは、エクアドルのジャングル。果たして、どんなサバイバルになるのだろうか？ ★(基本アイテム/鍋) ●デビッド(ファイヤースターター/6.5-5.2) ●サラ(Macheteナタ/6.7-7.1) ●マカニ(ハンモック/6.3-7.0) | ■David Shirley(28)デビッド 空軍サバイバル訓練体験者 ■Sarah Bartell(26)サラ 剥製師、自給自足生活者、XL5南アフリカ ■Makani Nalu(23)マカニ ナチュラリスト、 XL5南アフリカ |
| 89回        | 極寒の森林 (2020/11/05) "Frozen and afraid" (2019/03/03米s10-1)                                           | 今回の特別編ではオールスターのローラ・ゼラとスティーヴン・ホールが雪に覆われたアラスカの森に置き去りにされる。北極圏から480キロほど離れた場所だ。果たして2人はツンドラの地で、無事に21日間生き延びることができるのだろうか？ ★(基本アイテム/ヘラジカとビーバーの毛皮、ファイヤースターター) ●スティーブン(鍋、釣り糸/8.6-9.1) ●ローラ(手作りのMacheteナタ/9.1-9.4) | ■Steven Hall(35)スティーブン (米s6-2アラバマ)、XL南アフリカ特別編、(米s9spバハマ鮫14日間)、XL6ルイジアナ ■Laura Zerra(33)ローラ 2回パナマ、9回アマゾン、XL1コロンビア、XL4フィリピン |
| 90回        | ホンジュラスの熱帯雨林 (2020/11/12/22:00) "Honduran hell" (2019/06/16米s10-18)                            | 今回は刑事と犬ぞりのプロがチームを組み、ホンジュラスの湿気が多い熱帯雨林で21日間のサバイバル生活に挑戦する。最後まで生き延びられるか、2人のサバイバル技術や精神力が試される。 ★(基本アイテム/ネット) ●クインス(Macheteナタ/6.4-7.0) ●テレサ(ファイヤースターター/6.2-4.9) | ■Quince Mountain(38)クインス 元陸軍衛生兵 ■Theresa Owens(41)テレサ 警察官 |
| 91回        | アローン:孤独な21日間 (2020/11/12/23:00) "Alone:Alone man up or bow out" (2020/01/05米s11-1)              | 今回、21日間のサバイバル生活に挑戦するのはオールスター・サバイバリストのルーク・マクロフリンだ。南アフリカの危険な荒れ地に1人降り立つ。どう猛なライオンやハイエナに狙われる中、サバイバル生活をやり切るには、獲物を仕留めねばならない。 ★(基本アイテム/-) ●ルーク(Macheteナタ、鍋、弓矢 /8.2-9.8) | ■Luke McLaughlin(32)ルーク 18回ナミビア、XL1コロンビア |
| 92回        | カップルの挑戦 (2020/11/19/22:00) "For better or lost worse" (2019/05/05米s10-14)                         | 付き合っている男女2人が番組史上、初めてカップルで21日間のサバイバル生活に挑戦する。果たして、2人の絆は深まるのだろうか？それとも険悪になってしまうのだろうか？ ★(基本アイテム/鍋) ●トニー(ファイヤースターター/6.5-7.5) ●スター(Macheteナタ /5.9-7.5) | ■Tony Wheeler(-)トニー 元陸軍特殊部隊 ■Star Torres(-)スター 元海兵隊、路上生活経験者 |
| 93回        | アローン:危険な作戦 (2020/11/19/23:00) "Alone:Alone Blazed and confused " (2020/01/26米s11-4)             | オールスター・サバイバリストのライアン・ホルトがアフリカのサバンナでサバイバル生活に挑戦する。獲物を捕まえようと必死なライアンは、危険を顧みない。しかし、寝床が火事になったら、そこでチャレンジは終わりかねない。 ★(基本アイテム/-) ●ライアン(カスタムナイフ、鍋、弓矢/8.3-9.8) | ■Lyan Holt(33)ライアン 28回フロリダ、XL南アフリカ特別編、(米s9spバハマ鮫14日間)、XL6ルイジアナ |
| 94回        | 視聴者の挑戦2 (2020/11/26/22:00) "Feel the burn" (2019/09/26米s10-22)                                     | 今回はガイアナのサバンナで番組の大ファンである男女2人が、猛暑や容赦ない虫の攻撃と闘いながら、サバイバル生活に挑戦する。灼熱地獄で脱水症になった2人は精神的に追い込まれ、病気になる恐れがあるにも関わらず、衛生的ではない水を飲んでしまう。 ★(基本アイテム/鍋) ●シェーン(Macheteナタ/4.5-2.4) ●ジェン(ファイヤースターター/3.8-6.4) | ■Shane Bulloch(38)シェーン ■Jennifer Taylor(31)ジェニファー |
| 95回        | アローン:危うい心 (2020/11/26/23:00) "Alone:Alone hunted and haunted" (2020/01/19米s11-3)                 | 今回はアフリカの未開の地でオールスター・サバイバリストのレイシー・ジョーンズがサバイバル生活に挑む。挑戦を始めた途端、ライオンやハイエナに囲まれ、いつ襲われるかもわからず睡眠不足に陥る。完全な孤独を体験し、レイシーは精神的にも追い詰められ…。 ★(基本アイテム/) ●レイシー(斧、蚊帳、ファイヤースターター/7.2-6.6) | ■Lacey Jones(33)レイシー 53回ベリーズ、XL2アマゾン、XL3南アフリカ、XL6ルイジアナ |
| 96回        | アローン:ジャングルの友 (2020/12/03/23:00) "Alone:Gary of the jungle" (2020/01/12米s11-2)                 | オールスター・サバイバリストで、何をするか分からない性格のゲイリー・ゴールディングが単身、ベリーズのジャングルに乗り込み、サバイバル生活に挑戦する。今回は人間の仲間がいないため、カメにティミーと名づけて相棒にする。順調にいくかと思えたが、途中で深い切り傷を負い、感染症にかかる恐れが出てしまう。果たして、ゲイリーはサバイバル生活をやり遂げられるのか？ ★(基本アイテム/-) ●ギャリー(ファイヤースターター、鍋、Macheteナタ/8.5-9.6) | ■Gary Golding(50)ギャリー 66回ブラジル、XL3南アフリカ、97回南アフリカ、XL6ルイジアナ |
| 97回        | 熟練者と初心者の挑戦 (2020/12/10/22:00) "Stoming Grounds" (2019/03/24米s10-7)                             | 全裸サバイバルのエリート、マットとゲイリーが初心者と手を組みサバイバルに挑戦する。やってきたのは南アフリカのリンポポ川。恐ろしい捕食動物が生息するこの川で、21日間過ごす。 ★(基本アイテム/鍋、ファイヤースターター) ●マット(弓矢/9.5-9.8) ●モリー(Macheteナタ/4.2-5.5) ●ギャリー(プラスキー/9.2-9.8) ●ブレア(ブッシュナイフ/4.0-3.2) | ■Matt Wright(39)マット 52回タイ王国、XL2エクアドル、米s10#04 BootCamp未、 XL3南アフリカ、 XL6ルイジアナ ■Molly Jansen(44)モリー 弁護士 ■Gary Golding(49)ギャリー 66回ブラジル、XL3南アフリカ、96回Aloneベリーズ、XL6ルイジアナ ■Blair Braverman(29)ブレア 犬ぞり使い |
| 98回        | アローン:サバンナの孤独 (2020/12/10/23:00) "Alone:Max pushed to the Max" (2020/02/09米s11-5)              | 今回はアフリカのサバンナで、サバイバリストのマックスが限界に挑戦する。なわばり意識の強いサイやゾウ、ライオンと遭遇しないよう、常に避け続けなければならない。マックスは獲物を仕留めることに成功するが、そのせいで、さらに危険に追い込まれてしまう。恐ろしい捕食者たちが、彼の獲物を横取りしようと集まってきて…。 ★(基本アイテム/-) ●マックス(弓矢/Macheteナタ、鍋/8.7-9.7) | ■Max Djenohan(30)マックス 75回パナマ14日間、(米s10-3パナマ21日間未)、XL4フィリピン、XL6ルイジアナ |
| 99回        | 特別編:遊び心 (2020/12/17/22:00) "Specials:Just Kidding" (2019/05/26米s10-17)                             | 全裸でサバイバルに挑戦すると、おかしな出来事が頻繁に起きる。サバイバル中に起きた笑えるシーンを紹介する。 | |
| 100回       | アローン:不眠との闘い (2020/12/17/23:00) "Alone:Bugging Out" (2020/03/01米s11-11)                         | 今回はベリーズの暗いジャングルの中で、オールスター・サバイバリストのキム・ケリーが、新たなサバイバル生活に挑戦する。途中、ゲリラ豪雨に見舞われ、ダニに刺されまくる。さらに、攻撃的なホエザルにも悩まされる。そして睡眠不足に陥るのだった。危険なジャングルで、それは命取りになりかねない。 ★(基本アイテム/-) ●キム(Macheteナタ、ファイヤースターター、蚊帳/7.8-6.5) | ■Kim Kelly(27)キム 47回パナマ、XL南アフリカ特別編 |
| 101回       | 特別編:呪われた挑戦 (2020/12/24/22:00) "Specials:Naked and Haunted" (2019/04/14米s10-11)                  | 参加者たちが降り立つのはジャングルなどの大自然。そこには捕食動物など恐ろしい生き物が生息している。中には動物以外の恐ろしい存在も…。サバイバル中に起きた恐ろしいシーンを紹介する。 | |
| 102回       | アローン:孤独なオオカミ (2020/12/24/23:00) "Alone:Alone Lonely Like the Wolf" (2020/02/16米s11-6)         | 凍えるように寒いブルガリアの山で、オールスター･サバイバリストのEJ・スナイダーがサバイバル生活に挑む。山にはオオカミの群れや、なわばり意識の強いイノシシなどが出没する。自分を守ってくれるパートナーがいない状況で、EJは火をおこすのにも苦労する。そして、いつの間にか捕食者の標的にされているのだった。 ★(基本アイテム/-) ●EJ・スナイダー(ナイフ、湯沸かしポット、パラコード/9.1-9.7) | ■EJ Snyder(53)EJ・スナイダー 1回タンザニア、9回アマゾン、XL1コロンビア、XL6ルイジアナ |
| 103回       | 特別編:気まずい瞬間 (2020/12/31/22:00) "Specials:Naked gets Weird" (2019/03/02米s10-0)                    | 男女が全裸でサバイバルすれば、気まずいことや恥ずかしいことが起きる。例えば初めて顔を合わせる時や、トイレ事情や、寝る時の習慣など。サバイバル中に起きた恥ずかしいシーンを紹介する。 | |
| 104回       | アローン:決死のハンティング (2020/12/31/23:00) "Alone:Survive or Ky Tryin" (2020/02/23米s11-9)            | アマゾンの熱帯雨林で、オールスター･サバイバリストのキーがサバイバル生活に挑戦する。蚊の大群や、血に飢えたピラニア、そしてどう猛なピューマが、キーを追い詰める。あまりに腹が空き、やけくそになった彼(正→彼女)はカイマンだらけの水辺に向かってしまい…。 ★(基本アイテム/-) ●カイ(ファイヤースターター、鍋、Macheteナタ/8.2-9.7) | ■Ky Tryin(46)カイ 6回ルイジアナ、(米s9spバハマ鮫14日間) |
| 105回       | フィリピン 地獄の夫婦旅行 (2021/05/13) "Honeymoon From Hell" (2020/05/03米s11-25)                         | 今回サバイバルに挑むのは面識のない2人ではなく、夫婦。今までアイダホの自宅のソファでこの番組を見ていた2人が、フィリピンのジャングルに置き去りにされる。豪雨や、大量の虫や、恐ろしいブタが2人を襲う。試されるのはサバイバル力だけでなく、2人の夫婦としての絆もだ。 ★(基本アイテム/ファイヤースターター)●ジェレッド(登山用ロープ/5.5-5.9) ●アナ(Macheteナタ/5.5-5.9) | ■Jered Fanning(28)ジェレッド ■Anna Fanning(24)アナ |
| 106回       | アフリカ危険地帯 (2021/05/20) "Close Encounters" (2020/03/15米s11-15)                                     | 面識のない2人が、真夏のアフリカに置き去りにされる。周りには攻撃的なカバやゾウが生息している。しかし自分たちのテリトリーも確保しなければ21日間生き延びることはできない。 ★(基本アイテム/鍋) ●ライアン(Macheteナタ/8.1-6.7) ) ●シェリーン(蚊帳/6.3-4.1) | ■Ryan Eacret(32)ライアン XL5南アフリカ ■Sherean Kesheb(32) シェリーン |
| 107回       | メキシコ豪雨のジャングル (2021/05/27) "Blood sweat and fears" (2020/03/29米s11-18)                        | 今回はリベンジに燃える2人がサバイバルに挑む。やってきたのはメキシコのジャングル。豪雨に苦しめられたり、サバイバルの方針でぶつかったり、鉈でアクシデントが起きたり、トラブルが続出。前回の雪辱を果たすことはできるのか。 ★(基本アイテム/ファイヤースターター) ●ブレント(ロープ/6.3-6.6) ) ●サラ(Macheteナタ /5.9-6.8) | ■Bulent Gurcan(41)ブレント 81回コロンビア、XL5南アフリカ ■Sara Burkett(32) サラ |
| 108回       | フィリピン ジャングルで地震体験 (2021/06/03) "Shaken and very stirred" (2020/04/12米s11-21)               | フィリピンのジャングルで、スリルが大好きなシェフと、子育てに奮闘中の母親が裸でサバイバルをする。サバイバル中に大きな地震が起きる。さらに縄張り意識の高いサルや、食料不足や、脱水症状に悩まされる。そして顔から転倒する事故も…。 ★(基本アイテム/ファイヤースターター) ●ジョン(Macheteナタ /6.5-7.2) ) ●ジェス(蚊帳/6.1-6.6) | ■Jonathan Bonessi(35)ジョン XL5南アフリカ ■Jessica Cornellier(32)ジェス |
| 109回       | アフリカ ライオンからの逃亡 (2021/06/10) "21Miles 21Days" (2020/04/26米s11-23)                            | バイク女子と剥製師が、アフリカの地で裸でサバイバルをする。ここは猟場のため、命を守るには動き続けなければならない。2人はサバンナを数十キロ歩き、食べ物や水を探す。その背後にはライオンの群れが…。 ★(基本アイテム/鍋、マシェティ、ファイヤースターター) ●ティム(弓矢/7.1-7.6) ●ケイラ(ロープ/6.3-7.2) | ■Tim phillips(53)ティム ■Kaiela Hobart(25)ケイラ |
| 110回       | メキシコ灼熱の砂漠 (2021/06/17) "Trying to deal with the devil" (2020/03/29米s11-19)                      | 今回の裸サバイバルの舞台はメキシコのデビルズ・キャニオン。バハ・カリフォルニア砂漠にある荒地だ。大変なのは暑さだけではない。2人は脱水や危険な捕食動物と戦う。 ★(基本アイテム/パラコード) ●クリス(ファイヤースターター/6.3-5.6) ) ●ローレ(マシェティ/6.5-6.3) | ■Christopher James(31)クリス ■Laura Hughes(42)ローレ |
| 111回       | ロッキー山脈吹雪の猛威 (2021/06/24)"Snow Daze" (2020/05/17米s11-30)                                       | 今回はなんと凍えるように寒いロッキー山脈で裸サバイバルをする。寒さや吹雪と戦いながら、薪や食べ物を確保する。寒さをしのぐため火を起こすが火事の危険が。さらに毒キノコを食べてしまい、サバイバルの続行が危ぶまれる。 ★(基本アイテム/ファイヤースターター、毛皮2種) ●デイブ(マシェティ /7.2-6.9)●サラ(鍋、釣り針2本、釣り糸/6.3-5.1) ●ローレ(-/6.3-5.1) | ■Dave Tucker(28)デイブ ■Sarah Salmond(27)サラ ■Laurae Hughes(42)ローレ110回メキシコ |
| 112回       | コロンビア コウモリの洞窟(2021/07/01)"Don't cave in" (2020/05/10米s11-28)                                 | 元州兵と消防士が、過酷なコロンビアのジャングルで裸サバイバルに挑む。激しい嵐により低体温症の症状が出た2人はコウモリの洞窟に逃げ込む。そして野生のサルの仲間を得る。 ★(基本アイテム/鍋) ●マイク(マシェティ/6.8-4.5) ●ジェシカ(ファイヤースターター/7.0-7.3) | ■Michael Morency(31)マイク ■Jessica Kayrouz(36)ジェシカ 137回南アフリカ |
| 113回       | バミューダトライアングル 広大な海の試練 (2021/07/08) "In too deep" (2020/03/22米s11-17)                   | 元軍人でダイビングマスターと船長が裸サバイバルに挑む。なんと舞台はバミューダトライアングルの海。岸まで約30キロの場所だ。あまりに過酷な状況の中、さらに雷雨や脱水症状にも苦しめられる。 ★(基本アイテム/ファイヤースターター) ●ジョー(マシェティ/7.3-6.0) ●リサ(鍋/6.9-8.3 ) | ■Joe Maynard(40)ジョー ■Lisa Hagan(47)リサ |
| 114回       | コロンビア 危険な恋愛要素(2021/07/15) "Two Tarzans One Jane" (2020/03/08米s11-14)                         | 今回の全裸サバイバルの舞台はコロンビアのジャングル。気を付けなければならないのは毒をもつカエルやジャガーだけではない。3人目のサバイバリストもだ。三角関係のもつれにより、チャレンジは意外な展開に…。 ★(基本アイテム/ファイヤースターター) ●マイケル(蚊帳/7.6-8.3) ●アレクサンドラ(マシェティ/6.3-6.8) ●ダニエル(コード/6.9-7.2) | ■Michael Dietrich(29)マイケル ■Alexandra Martin(32)アレクサンドラ ■Daniel Rosenberg(27)ダニエル |
| 115回       | バハマ サメの大群 (2021/07/22)"Bahama Drama"(2020/03/02米s11-13)                                          | この番組のファンの2人がバハマで全裸サバイバルに挑む。 ただでさえ危険な場所なのに、今はハリケーンの季節でさらに危ない。2人は虫の攻撃や、恐ろしいサメに立ち向かう。 ★(基本アイテム/鍋) ●ダレン(マシェティ/5.0-5.9) ●モーガン(ファイヤースターター/5.1-5.9) | ■Daren Jackson(33)ダレン ■Morgan(24)モーガン |
| 116回       | アマゾン 小人症のサバイバリスト (2021/07/29) "Little person Big Challenge"(2020/03/01米s11-12)            | 今回全裸サバイバルに挑戦するのは小人症の男性。彼はこれまで見くびられることが多かった。アマゾンのジャングルでサバイバルに挑戦し、自分の力を証明したい。ところが恐ろしい捕食動物や、パートナーに苦戦する。 ★(基本アイテム/ファイヤースターター) ●アレックス(パラコード/6.3-7.3) ●ホリー(マシェティ/6.3-6.0) | ■Alex Manard(26)アレックス ■Holly Roberts(29)ホリー |
| 117回       | メキシコ亡霊にとりつかれたジャングル (2021/08/05) "Naked and ghosted" (2020/03/15米s11-16)                | 全裸サバイバルのスターのトレントとサラが、今までで最も過酷なサバイバルに挑戦する。 舞台はメキシコのジャングル。"マヤの幽霊がいる"と地元の人々が噂する場所だ。 2人は豪雨と気味の悪い音に悩まされる。 ★(基本アイテム/マシェティ) ●トレント(パラコード/8.2-7.9) ●サラ(ファイヤースターター/8.3-7.9) | ■Trent Nielsen(49)トレント 43回ベリーズ、XL3アフリカ ■Sarah Danser(29)サラ 58回西インド諸島、XL3アフリカ、XL6ルイジアナ |
| 118回       | アマゾン過酷な熱帯雨林 (2021/08/19) "Amazoned out" (2020/04/12米s11-22)                                   | 番組の大ファンのモリーとネイトが全裸サバイバルにチャレンジ。舞台はアマゾンの熱帯雨林。何組ものチャレンジャーがサバイバルに失敗してきた場所だ。 ところが番組を何度も見て勉強してきたモリーとネイトは違う。 豪雨や虫の攻撃や睡眠不足にも耐えている。果たして結果は…。 ★(基本アイテム/ファイヤースターター) ●ネイト(鍋/5.2-4.3) ●モリー(マシェティ/5.0-4.1) | ■Nate Cook(47)ネイト ■Molly(47)モリー |
| 119回       | アフリカ双子たちのサバンナ (2021/08/26) "Twinning" (2020/02/23米s11-8)                                    | 前代未聞のチャレンジを追う。今回は一卵性双生児の姉妹アンバーとセリーナ、同じく双子のウォーレンとトーマスがアフリカのサバンナに降り立つ。 彼らはそこで、寝床に忍び寄るサイやハイエナ、縄張り意識が強いヒョウに立ち向かう。 ★(基本アイテム/弓矢、マシェティ、鍋、ファイヤースターター) ●ウォーレン&トーマス(-/7.2-8.4) ●アンバー&セレナ(-/7.5-8.8) | ■Warren Virgets ■Thomas Virgets ウォーレン&トーマス ■Amber Shine ■Serena Shine アンバー&セレナ |
| 120回       | アフリカ恐怖の克服 (2021/09/02)"Biting back at Africa" (2020/04/05米s11-20)                               | かつてライオンの攻撃をかわした女性が、恐怖に立ち向かうためアフリカに戻ってくる。彼女を含む４人組が降り立つ地には、ライオンやワニ、アフリカスイギュウが生息している。つまりお互いに対してだけでなく、絶えず危険な敵と格闘しなければならない。まさに死と隣り合わせのサバイバルだ。 ★(基本アイテム/弓矢、マシェティ、鍋、ファイヤースター) ●ディギー(-/7.1-7.9) ●ローレン(-/6.4-6.8) ●ロッド(-/7.4-7.8) ●ダンネル(-/6.8-7.2) | ■Derrick Diggie Roberts(40)ディギー ■Lauren Fagen(24)ローレン ■Rod Biggs(49)ロッド ■Dannelle Tomarchio(36)ダンネル |
| 121回       | 特別編 (2021/09/09) "Specials:Jungle Genius" (2020/04/26米s11-25)                                         | サバイバル生活を成功させるのは容易ではない。食料などの資源がほとんどない中、厳しい自然環境に耐えつつ、捕食者から身を守らねばならないのだ。挑戦者は肉体的にも精神的にも追い詰められていく。しかし中には、抜かりなく準備してくる者や、スキルや創造性を生かして乗り切る者もいる。利用できるものは、何でも利用するのだ。 今回は、そんな彼らの創意工夫に富んだサバイバル術を振り返る。 | |
| 122回       | フロリダ 危険な沼地 (2021/12/30)"Come hell and Black Water"(2021/04/18米s12-11)                           | 全裸サバイバルにチャレンジするのは自給自足生活を送る頑固な女性と、リーダー気質のエリート軍人だ。サバイバルの舞台はフロリダの危険な沼地。衝突しがちな2人だが、毒ヘビや、恐ろしいイノシシや、豪雨に襲われ、協力せざるを得ない。 ★(基本アイテム/ファイヤースターター) ●ワズ(マシェティ/6.8-7.5) ●ローズ(鍋/6.8-7.0) | ■Waz Addy(39)ワズ ■Rose Godfrey(40)ローズ |
| 123回       | ナミビア砂漠の試練 (2022/01/06)"Monkey Business"(2021/04/04米s12-8)                                       | オーストラリアの大自然で生きる男性と、アメリカ人の生物学者の女性が、ナミビアの砂漠で全裸サバイバルに挑む。2人は息がピッタリ。空腹の中、流れの激しい川で食べ物を探すしかない2人は、さらに絆を深める。そんな2人に、縄張り意識の強いヒヒが襲い掛かる。 ★(基本アイテム/鍋) ●アダム(ファイヤースターター/7.1-7.5) ●サマンサ(マシェティ/6.2-7.0) | ■Adam Kavanagh(32)アダム ■Samantha Cline(32)サマンサ |
| 124回       | エクアドル 過酷な熱帯雨林 (2022/01/13)"Stars Against The Storm"(2021/03/28米s12-5                         | オールスター・サバイバリストのウェスとスーザンが、エクアドルの過酷な熱帯雨林で全裸サバイバルに挑む。森には攻撃的なピューマや毒ヘビが生息し、嵐が頻繁に発生する。サバイバルのベテラン2人に、ショッキングなニュースが飛び込む。 ★(基本アイテム/ファイヤースターター) ●ウェス(ロープ/8.0-8.6) ●スーザン(マシェティ/8.2-7.7) | ■Wes Harpet(50)ウェス 82回メキシコ、XL5南アフリカ ■Suzänne Zeta(47)スーザン 69回ブラジル、XL5南アフリカ、XL6ルイジアナ |
| 125回       | 南アフリカ 容赦ない森林地帯 (2022/01/20)"Bite Me"(2021/04/18米s12-10)                                     | 今回の全裸サバイバルの舞台は、南アフリカの奥地。毒ヘビやワニ、ヒョウなどに囲まれながらも2人は協力するが、サソリが出たり、デリケートな部分をダニに咬まれたりして、サバイバル続行に暗雲が垂れ込める。 ★(基本アイテム/鍋) ●アンドリュー(マシェティ/6.8-6.4) ●エリザベス(ファイヤースターター/7.0-6.6) | ■Andrew Shayde(38)アンドリュー ■Elizabeth Hensley(27)エリザベス |
| 126回       | モンタナ 極寒の恐怖 (2022/01/27)"The Devils Woods "(2021/03/14米s12-3)                                    | 今回の全裸サバイバルの舞台は、極寒のモンタナ州の大自然。クマや獰猛なヘラジカがうろつく過酷な環境で、2人はうまく協力できない。しかし気温は下がる一方で、対策をとらないと凍えてしまう。 ★(基本アイテム/鍋、バイソンの毛皮) ●ジョー(ファイヤースターター/6.5-7.0) ●サム(マシェティ/6.8-5.4) | ■Joe Ortlip(38)ジョー ■Samanthe Gerges(29)サム |
| 127回       | チワワ砂漠 ファンの葛藤 (2022/02/03) "Sand Trapped" (2021/03/21米s12-04)                                  | 今回は番組のファンが全裸サバイバルにチャレンジ。ハワイの生物学者のダンが21日間過ごすのはチワワ砂漠。ペアとなった革細工職人とともに、ガラガラヘビや、ヒアリや、凍えるような寒さと戦う。 ★(基本アイテム/鍋) ●ダン(マシェティ/6.5-7.4) ●メーガン(ファイヤースターター/5.9-5.1) | ■Dan Link(29)ダン 83回メキシコ ■Meghann Harris(28)メーガン |
| 128回       | ジョージア熱帯雨林の洗礼 (2022/02/10) "No Rain No Gain" (2021/03/07米s12-1)                               | 全裸サバイバルに挑戦する2人が連れて来られたのはジョージアの熱帯雨林。到着後すぐに豪雨が2人を襲う。さらにクーガーや、ツキノワグマ、毒ヘビなどの動物に苦戦。2人は絆を深め、人生を変える大きな決断を下す。 ★(基本アイテム/鍋) ●ジェイク(マシェティ/7.0-8.1) ●ホリー(ファイヤースターター/6.8-8.2) | ■Jake Johnson(36)ジェイク ■Holly Moss(26)ホリー |
| 129回       | ロッキー山脈ライバルはツキノワグマ (2022/02/17) "Mile-high Clubbed" (2021/03/07米s12-2)                   | 今回の裸サバイバルの舞台はコロラドのロッキー山脈。2人は高地に適応しながらサバイバルしなければならない。彼らの脅威はツキノワグマ。襲われる危険がある上に、食料をめぐるライバルでもある。嵐となり、雹と寒さが2人を襲う。 ★(基本アイテム/鍋) ●ダニー(マシェティ/7.0-7.0) ●ヘイリー(ファイヤースターター/6.0-4.2) | ■Danny Graves(28)ダニー ■Hailey Barber(29)ヘイリー |
| 130回       | テキサス凸凹ペアの勝負 (2022/02/24) "A Tangled Web in Taxas " (2021/03/28米s12-6)                         | 今回裸サバイバルにチャレンジするのは、命にかかわる交通事故を経験した向こう見ずな冒険家と、慎重派の考古学者。舞台はテキサスの砂漠だ。敵はクーガーやタランチュラだけでなく、昼の焼けつく暑さと、夜の凍える寒さもだ。 ★(基本アイテム/鍋) ●リンカーン(マシェティ/6.0-6.7) ●エミリー(ファイヤースターター/6.4-7.1) | ■Lincoln Samelson(23)リンカーン ■Emily Caselman(30)エミリー |
| 131回       | ソノラ砂漠 若さvs.知識 (2022/03/03) "Okay,Boomer" (2021/04/11米s12-9)                                     | 4人のサバイバリストがやってきたのは、クーガーやドクトカゲが生息するソノラ砂漠。 50歳間近のペアと、20代前半のペアだ。暑さの中での裸サバイバルに必要なのは知識か、それとも若さか。 ★(基本アイテム/鍋) ●カルビン(マシェティ/6.6-4.2) ●アマンダ(ファイヤースターター/7.1-7.7) ★(基本アイテム/鍋) ●ジョー(マシェティ/7.1-7.9) ●ロンダ(ファイヤースターター、眼鏡/6.6-3.8) | ■Calvin Popp(22)カルビン ■Amanda MacArthur(23) アマンダ ■Joseph Nichter(47)ジョー ■Rhonda Placourakis(49) ロンダ |
| 132回       | アリゾナ リスキーな砂漠 (2022/03/10) "Shart Attack" (2021/04/04米s12-7)                                   | 番組のファンのボーイスカウト団員と専業主婦が裸サバイバルに挑む。舞台はガラガラヘビやクーガーがうろつくアリゾナの砂漠。リスキーな作戦に出て、サバイバル続行の危機に。 ★(基本アイテム/鍋) ●マット(斤/5.4-6.1) ●アシュリー(ファイヤースターター/4.8-5.5) | ■Matthee Garland(31)マット 150回ザンビア ■Ashley Morin(32)アシュリー |
| 133回       | エクアドル 命がけな熱帯雨林 (2022/03/17) "The Death Ledge" (2021/08/15米s13-3)                            | 3人の若きサバイバリストがスキルを試す。舞台はエクアドルの熱帯雨林。食べ物を確保するため、命がけで危険な崖を登るが…。 ★(基本アイテム/ファイヤースターター) ●エイオシャ(鍋/6.7-7.5) ●ブリタニー(パラコード/6.4-5.8) ●タナー(マシェティ/6.8-5.9) | ■Aosha Wells(23)エイオシャ ■Brittany Wallace(30)ブリタニー ■Tanner Barclay(23) タナー |
| 134回       | 南アフリカ理想とのギャップ (2022/03/24) "Gag me with a Turtle" (2021/08/29米s13-5)                        | 今回の14日間の裸サバイバルの舞台は南アフリカ。挑むのは番組のファンの2人だ。動物を殺して食べたり、汚い水を飲むのは想像以上に大変なようだ。 ★(基本アイテム/ククリナイフ、ファイヤースターター) ●スコット(釣り糸、釣り針/4.4-5.8) ●ケイラ(鍋/4.5-3.1) | ■Scott Davis(32)スコット ■Kayla Groves(34)ケイラ |
| 135回       | 南アフリカ協力の限界 (2022/03/31) "Two is a Crowd" (2021/08/08米s13-2)                                    | サバイバリストのリンジーは誰とでも仲良くなれるタイプ。ところが今回パートナーとなったダーヴィルは一匹狼気質。 2人は協力し、南アフリカの過酷なラパララ自然保護区で生き延びることができるのか。 ★(基本アイテム/鍋) ●ダーヴィル(ククリナイフ/6.9-7.9) ●リンジー(ファイヤースターター/6.3-7.9) | ■Darvil McBride(34)ダーヴィル ■Lynsey McCarver(32)リンジー |
| 136回       | エクアドル三度目の挑戦(2022/04/07) "Baskets And Bullet Ants"(米s13-01)                                    | オールスター・サバイバリストのフェルナンドとダニが3度目の裸サバイバルに挑む。舞台はジャガーやカイマンやアナコンダや毒アリが生息するエクアドルの熱帯雨林。2人は異なるアプローチで危険な自然に挑む。 ★(基本アイテム/鍋) ●フェルナンド(マシェティ/8.2-8.7) ●ダニエル(ファイヤースターター/8.3-8.5) | ■Fernando Calderon(40)フェルナンド 14回マレーシア、XL2エクアドル ■Danielle Beauchemin(31)ダニエル 29回コロンビア、XL1コロンビア |
| 137回       | 南アフリカ 世界vsアメリカ(2022/04/14) "USA Vs World" (米s13-04)                                           | 今回はアメリカ対世界で裸サバイバル対決をする。初の試みの舞台は南アフリカ。勝利し、国の誇りとなるのは一体誰なのか。 ★(基本アイテム/鍋ファイヤースターター) ●ジェイミー(パチンコ/7.1-8.1) ●ビバリー(弓矢/6.8-5.2) ●ブランドン(マシェティ/6.9.5.9) ●ジェシカ(マシェティ/7.3-8.0) | ■Jamie Frizzell(26)ジェイミー ■Beverly Reynolds(27)ビバリー ■Brandon Snyder(32)ブランドン ■Jessica Kayrouz(37)ジェシカ 112回コロンビア |
| 138回       | 南アフリカ アフリカスイギュウとの戦い (2022/04/21) "Buffalo Bait" (米s13-06)                              | 南アフリカで、番組のファンの2人が14日間の裸サバイバルに挑む。ここは危険なアフリカスイギュウの生息地。豪雨や気温の差に苦しめられ、2人のサバイバルスキルが試される。 ★(基本アイテム/鍋) ●アンドリュー(ファイヤースターター/5.2-4.5) ●アリ(マシェティ/4.8-4.5) | ■Andrew Forestell(36)アンドリュー ■Ali Moxley(24)アリ |
| 139回       | アローン特別編:ルークの挑戦 (2022/07/21)"Allstar-specials:Lukes Journey"                                  | サバイバリストのルーク・マクラフリンは、かつてナミビアの砂漠地帯での21日間のサバイバルに挑戦し、火をおこすのに何日も苦労した。また、「THE NAKED XL 12人の挑戦」で挑んだコロンビアでの過酷な40日間の生活では、パートナーに妨害された苦い経験を持つ。そんな彼がこれまでの挑戦を振り返り、これから一人きりで挑む南アフリカの危険な荒野でのサバイバルに向けて準備をする。 | |
| 140回       | アローン特別編:ライアンの挑戦 (2022/07/28)"Allstar-specials:Ryans Journey"                                | かつてフロリダ州エバーグレーズでのサバイバルで、沼地深く、一人でワニを狩ったライアン・ホルト。南アフリカではライオンやハイエナなどのどう猛な肉食動物が忍び寄る中で生活し、バミューダ諸島ではサメとの戦いに身を投じてきた。そんな彼がこれまでの挑戦を振り返りながら、一人で21日間アフリカの大地で生き延びるという自身最大の挑戦に備える。 | |
| 141回       | アローン特別編:レイシーの挑戦 (2022/08/04)"Allstar-specials:Laceys Journey"                               | オールスターのサバイバリスト、レイシー・ジョーンズはこれまで3度サバイバル生活に挑戦してきた。ベリーズ、エクアドル、南アフリカでの挑戦の日々を振り返る。かつて無念のリタイヤに悔しい思いをした彼女が、名誉挽回をかけて挑むのは、孤独な21日間の戦いだ。これまでの経験を思い起こしながら、アフリカでの戦いへ向けて心の準備をする。 | |
| 142回       | アローン特別編:ゲイリーの挑戦 (2022/08/11)"Allstar-specials:Garys Journey"                                | 環境活動家のゲイリー・ゴールディングは、卓越した能力を持つ、率直で優秀なサバイバリストでもある。これまでの「ネイキッド」シリーズでは、気温40度近い灼熱のブラジルやアフリカの危険地帯で、3度サバイバルに挑んできた。彼が番組での戦いを振り返り、これから一人きりで挑むベリーズでの21日間の挑戦に備える。 | |
| 143回       | アローン特別編:マックスの挑戦 (2022/08/18)"Allstar-specials:Maxs Journey"                                 | マックスは侮れない存在だ。これまでパナマでの14日間、21日間の挑戦をやり遂げ、記録的に短い準備期間しかなかったにも関わらず40日間のフィリピンでのサバイバル生活を生き抜いた。そんな彼がこれまでの挑戦を振り返りながら、これから始まるアフリカでの21日間のサバイバルという大きな挑戦に向けて準備を進める。 | |
| 144回       | アローン特別編:EJの挑戦 (2022/08/25)"Allstar-specials:EJs Journey"                                        | これまでタンザニア、アマゾン、コロンビアという過酷な土地でのサバイバルを成し遂げてきたEJ・スナイダー。「ネイキッド」の世界では伝説の存在としてサバイバリストからも尊敬を集めている。今回彼は過去の挑戦を振り返り、単独で極寒のブルガリアに挑むという、今までで最もタフな挑戦に向けて準備を進める。 | |
| 145回       | メキシコ チアパスの呪い (2022/10/27) "Curse of the Chapas" (2022/02/27米s14-1)                            | アメフトのコーチと助産師が21日間の裸サバイバルに挑む。舞台はメキシコのチアパス。実はここは誰も21日間の裸サバイバルに成功していない呪われた地なのだ。2人は異なるアプローチでサバイバルに挑む。 ★(基本アイテム/ファイヤースターター) ●ジェレミー(ナイフ/7.0-6.1) ●シャニカ(蚊帳/6.5-7.3) | ■Jeremy Rowe(41)ジェレミー ■Shanika Malcolm(34)シャニカ |
| 146回       | コロンビア悪夢の沼地 (2022/11/03) "Haunted and hangry" (2022/02/27米s14-2)                                | 海軍にいた元狙撃兵と、ミシシッピ州の子育て中の女性が裸チャレンジに挑む。やってきたのはコロンビアの沼地。ここは番組史上最も過酷な地の一つ。湿気と虫と感染症に悩まされる。 ★(基本アイテム/鍋、ファイヤースターター) ●ザック(マシェティ/7.0-8.2) ●アン(蚊帳/6.3-5.9) | ■Zach Benton(36)ザック ■Ann Alford(47)アン |
| 147回       | ザンビア危険な動物たち (2022/11/10) "Fallen farmer" (2022/03/06米s14-3)                                   | 元空軍の兵士と、南アフリカの農家が危険なザンビアの地に降り立った。そこには縄張り意識の高いゾウや、ヒヒや、クロコダイルが…。果たしてこんな場所で、21日間の裸チャレンジは成功するのか。 ★(基本アイテム/鍋、ファイヤースターター) ●ショーン(マシェティ/7.5-6.5) ●テラ(弓矢/7.6-8.2) | ■Shaun Harvey(31)ショーン ■Terra Short(37)テラ |
| 148回       | 兄弟リベンジ (2022/11/17) "Sibling survival" (2022/03/06米s14-4)                                          | 今回の裸サバイバルの舞台はザンビア。ルイジアナ州のアスリートと、過去に裸サバイバルに失敗した兄弟のリベンジを誓う男性がタッグを組む。ところがリベンジはそう簡単にはいかなそうだ…。 ★(基本アイテム/鍋、ファイヤースターター) ●ウォーリック(弓矢/6.7-7.7) ●キャット(マシェティ/6.4-7.5) | ■Warrick Harvey(32)ウォーリック ■Kat Sibley(40)キャット |
| 149回       | ボツワナ恐怖の夜 (2022/11/24) "Night stalkers" (2022/03/13米s14-5)                                        | 今回21日間の裸サバイバルに挑むのは、自然ガイドとソフトウェアエンジニアだ。2人がやってきたのはボツワナの砂漠。 夜になると、ライオンや攻撃的なゾウが2人を脅かす。 ★(基本アイテム/鍋) ●イライジャ(綱渡り用ロープ/7.0-7.8) ●モニカ(マシェティ/6.1-6.6) | ■Elijah Strongheart(33)イライジャ ■Monica Heim(24)モニカ |
| 150回       | ザンビア ヒョウの谷 (2022/12/01) "Valley of the Leopards" (2022/03/20米s14-7)                             | 前回、パートナーに大事な水場を便で汚されてしまった不運なマットが、環境活動家のケラと21日間の裸サバイバルに挑む。やってきたのは、ヒョウがうろつくザンビアの谷。今回はパートナーに恵まれるのか。 ★(基本アイテム/鍋、ファイヤースターター) ●マット(弓矢/6.1-6.8) ●ケラ(マシェティ/6.6-6.8) | ■Matthew Garland(33)マット 132回アリゾナ ■Kerra Bennett(31)ケラ |
| 151回       | メキシコ こどもチャレンジ (2022/12/08) "Next Gen Survival" (2022/03/20米s14-6)                            | 今回21日間の裸サバイバルにチャレンジするのは、サバイバリストの子供たち。2人がやってきたのは、ピューマやジャガーや毒ヘビがうろつくメキシコの熱帯雨林。チャレンジをクリアし、親よりも優れていることを証明できるのか。 ★(基本アイテム/鍋) ●ウェイロン(ファイヤースターター/5.9-6.2) ●ジュリア(マシェティ/5.9-6.3) | ■Waylon Harper(22)ウェイロン ■Julia Bulinsky (18)ジュリア |
| 152回       | 真正面からの対決 (2022/12/15) "Opposites don't Attract" (2022/03/27米s14-8)                               | 救急隊員と頑固な女性がコロンビアの海沿いのジャングルで裸サバイバルに挑む。 何を優先するかで意見がぶつかり、2人の関係に亀裂が入る。 ★(基本アイテム/鍋) ●ネイサン(マシェティ/6.9-5.7) ●モリー(ファイヤースターター/6.7-5.9) | ■Nathan Olesen(31)ネイサン ■Molly Daley's(33)モリー |
| 153回       | 男女対決 (2022/12/22) "Battle of the sexes" (2022/04/10米s14-10)                                          | 女性2人と男性2人が21日間の裸サバイバルに挑む。舞台は南アフリカ。 ヒョウやライオンやハイエナがうろつく危険な地だ。 最初にギブアップするのは？男性か女性か？ ★(基本アイテム/鍋、ファイヤースターター) ●ジャレッド(弓矢/6.8-7.4) ●ラスティ(マシェティ/7.0-7.6) ●チーニー(釣具/7.1-7.7) ●レベル(マシェティ/6.2-5.3) | ■Cheeny Plante(31)チーニー ■Rebel Blalock(29)レベル ■Jared Guillien(33)ジャレッド ■Rusty Thomas(42)ラスティ |
| 154回       | ボツワナ 廃墟化した村 (2022/12/29) "Abandoned Village" (2022/04/17米s14-11)                               | 2人のサバイバリストがやってきたのは、ボツワナのオカバンゴ・デルタにある村。 ここで全裸で21日間のサバイバルに挑むのだ。 村と言っても人はいない。いるのは凶暴なカバだけだ。 ★(基本アイテム/鍋) ●ガブリエル(マシェティ/6.2-4.1) ●マリッサ(ファイヤースターター/6.5-7.6) | ■Gabriel Moraga(27)ガブリエル ■Marissa JoyBinkoski(31)マリッサ |
| 155回       | コロンビア迷宮 (2023/01/05) "The,Labyrinth" (2022/04/17米s14-12)                                          | 人類学者と登山家が裸サバイバルにチャレンジ。やってきたのはコロンビアにある迷宮のような洞窟。 洞窟に寝床を作るが、コウモリや、ハチや、嵐が2人を襲う。 ★(基本アイテム/鍋) ●アンドリュー(ファイヤースターター/6.8-7.4) ●リーザ(マシェティ/5.8-6.6) | ■Andrew Bishop(34)アンドリュー ■Rizza Bagan(28)リーザ |
| 156回       | 南アフリカ 言語の壁 (2023/01/12) "Lost in Translation" (2022/04/23米s14-13)                               | アメリカ人とブラジル人のサバイバリストが過酷な南アフリカの低木林で裸サバイバルに挑む。 出会って2人はとんでもないことに気づく。お互いの言葉が通じないのだ…。 ★(基本アイテム/ファイヤースターター、鍋) ●ニコール(マシェティ/6.3-7.3) ●ディオゴ(弓矢/8.5-8.9) | ■Nicole Smith(30)ニコール ■Diogo DeSouza(-)ディオゴ |
| 157回       | レジェンドとルーキー (2023/01/19) "Legends and Rookies" (2022/04/03米s14-9)                               | 裸サバイバルのレジェンド、マックスとライリーが南アフリカの低木林にやってきた。番組のファンで初心者の2人と21日間のサバイバルに挑むのだ。 そこには毒を吐くコブラや、攻撃的なイノシシや、サイやヒョウが生息していた。 ★(基本アイテム/鍋、ファイヤースターター) ●ノア(マシェティ/5.7-6.7) ●ライリー(原始的釣り道具/9.1-8.5) ★(基本アイテム/鍋、ファイヤースターター) ●マイケリン(マシェティ/5.9-7.0) ●マックス(弓矢/9.5-9.8) | ■Noah Mattes(24)ノア ■Rylie Parlett(36)ライリー 74回ホンジュラス、XL4フィリピン、XL6ルイジアナ ■Michaelyn Ritchie(-)マイケリン ■Max Djenohan(32)マックス 75回パナマ14日間、(米s10-3パナマ21日間未)、XL4フィリピン、98回Alone南アフリカ、XL6ルイジアナ |
| 158回       | アフリカ南部 寒さとの闘い (2023/08/10) "Kalahari Cold Front" (2023/03/19米s15-5)                          | パラリーガルで2人の子供をもつジャクリンと、漁船の船長のマイケルがカラハリ砂漠で裸サバイバルに挑む。彼らを悩ませたのは意外にも寒さ。さらにライオンやサイも忍び寄る。2人のスキルを駆使し、砂漠でのサバイバルは成功するのか。 ★(基本アイテム/鍋、ファイヤースターター) ●マイケル(パラコード/6.5-6.2) ●ジャクリン(マシェティ/6.3-7.4) | ■Michael Angulo(37)マイケル ■Jaclin Owen(32)ジャクリン |
| 159回       | 南アフリカ 猛暑の洗礼 (2023/08/17) "Sucker Punched in South Africa" (2023/03/26米s15-6)                   | プロの釣り師のヘザーと、主夫のショーン、ボディービルダーのダラスの3人が南アフリカの大自然で21日間の裸サバイバルに挑む。今は一年で最も暑い時期。クロコダイルやゾウなどの動物の脅威だけでなく、ひどい日焼けや脱水にも悩まされる。ぶつかり合う3人は、果たしてサバイバルに成功するのだろうか。 ★(基本アイテム/鍋2個) ●ダラス(マシェティ/6.3-4.5) ●ヘザー(釣り針、釣り糸/7.3-7.7) ●ショーン(ファイヤースターター/6.5-6.9) | ■Dallas Langston(-)ダラス ■Heather Smith(-)ヘザー ■Sean McCool(-)ショーン |
| 160回       | コロンビア 険悪な人間関係 (2023/08/24) "Love Thy Neighbor...Or Not" (2023/04/16米s15-9)                   | 番組のファンの2人が14日間の裸サバイバルに挑む。イーグルスカウトのオマールと、大麻を栽培するレイヴンがやってきたのは、蚊だらけのコロンビアの森。性格の不一致のため、2人はたちまち険悪に…。話もまともにできない状態になってしまう。2人は歩み寄れるのか。それともそれぞれで過酷なサバイバルをやり遂げるのか。 ★(基本アイテム/鍋、ファイヤースターター) ●オマール(マシェティ/6.1-6.5) ●レイヴン(蚊帳/5.5-5.9) | ■Omar Barney(33)オマール ■Raven Smith(42)レイヴン |
| 161回       | e1ソロチャレンジ (2024/07/04) "Solo:Surviving Solo" (米Mar 12, 2023)                                      | 8人のサバイバリストたちが世界各地で1人きりのサバイバルに挑む。今回はピンチでも頼れる人はいない。頼れるのは自分の意志とスキルだけだ。 | ■Fernando Calderon ■Kaila Cumings ■Cheeny Plante ■Terra Short ■Suzänne Fleming Taylor ■James Lewis ■Jamie Frizzell ■Shanika Malcolm |
| 162回       | e2危険な決断 (2024/07/11) "Solo:A Risky Decision" (米Mar 19, 2023)                                        | 8人のサバイバリストたちが世界各地で1人きりのサバイバルに挑む。今回はピンチでも頼れる人はいない。頼れるのは自分の意志とスキルだけだ。 | |
| 163回       | e3長い道のり (2024/07/18) "Solo:The Long Trek Back" (米Mar 26, 2023)                                      | シャニカとジェームズが21日間のソロサバイバルを開始。虫に悩まされたテラは、発火の道具を取りに戻るか悩む。 | |
| 164回       | e4寄生虫 (2024/07/25) "Solo:Bladder Parasite" (米Apr 2, 2023)                                             | ジェイミーは膀胱に寄生虫が入ったのではと心配になる。フェルナンドは狩りの戦略を変える。ジェームズは水源で攻撃的なカバに会う。 | |
| 165回       | e5巨大ナマズ (2024/08/01) "Solo E5 : Catfish Hunter" (米Apr 9, 2023)                                      | チーニーは巨大なナマズを追う。ケイラはヘビに苦戦。フェルナンドは自信を喪失する。 | |
| 166回       | e6執念 (2024/08/08) "Solo E6:Edge of the Knife" (米Apr 16, 2023)                                          | 負傷したシャニカはサバイバル継続の危機に。フェルナンドの粘り強さが功を奏す。 | |
| 167回       | e7苦境 (2024/08/15) "Solo E7:Making it Out Alive" (米Apr 23, 2023)                                        | テラとジェイミーとジェームズはサバイバル終了まで残りわずか。一番つらい時期を乗り越えることはできるのか。 | |
| 168回       | e8不屈の精神 (2024/08/22) "Solo E8:Never Quit" (米Apr 30, 2023)                                           | チーニーとケイラとフェルナンドの21日間のサバイバルが終わろうとしていた。低体温と空腹と脱水で限界だ。ところが最後まで気が抜けない…。 | |
| 169回       | 地獄のような土地で挑戦 (2025/01/02〜22時00分) "Not Today Satan" (2023/04/30米s15-10)                      | 今回2人のサバイバリストが全裸で21日間過ごすのは、メキシコのデヴィルズ・キャニオンだ。普通の人は1週間といられない、まさに地獄のような土地だ | ■Amy(39)エイミー ■Tray(44)トレイ |
| 170回       | アルゼンチンの辺境地で挑戦(2025/01/02〜23時00分) "Cry For Me Argentina" (2023/04/30米s15-11)              | 「全裸サバイバル」恋愛編に挑戦していたレイチェルと、コロラド出身のアウトドア好きのナイムがアルゼンチンの辺境地で21日間の裸サバイバルに挑む。起伏の激しいその土地は夜になると凍えるほど寒く、2人は極限まで追い詰められる。 | ■Na'im McKeeナイム ■Rachel Strohlレイチェル |
| 171回       | 番組医療担当者の挑戦 (2025/01/09〜22時00分) "Taste Of Their Own Medicine" (米2023/04/02米s15-7)           | 今回はこれまでで初めて、番組スタッフである医療担当のジャニスとビクターが21日間カメラの前で裸のサバイバルに挑む。この番組シリーズを作ってきた2人は、容赦なく襲い掛かる虫の大群や食べる物もない状況に直面し、今までカメラを向けられていた挑戦者たちの気持ちを味わうことになる。 | ■Janis Boardジャニス ■Viktor Kuhnビクター |
| 172回       | 看護師と銀行家の挑戦 (2025/01/09〜23時00分) "Blood And Money" (米2023/10/15米s16-1)                       | 集中治療室の看護師と銀行家が番組のファンとして14日間、全裸でメキシコの険しいジャングルに挑戦する。やがて食料が乏しくなって ... ★(基本アイテム/鍋、ファイヤースターター) ●ジョン(キャンプ用シャベル/6.2-7.4) ●マイリー(マシェティ/5.9-7.1) | ■Jhon Hogfoss(36)ジョン ■Mylaena Monks(35)マイリー |
| 173回       | 南アフリカでリベンジ (2025/01/16) "Bro Hold My Fear" (米2023/03/12米s15-4)                                | 過去の挑戦でギブアップした4人のサバイバリストが、南アフリカで名誉挽回に挑む。前回の失敗で謙虚になった彼らだが今回こそ21日間を全裸で乗り切り、成功者の称号を得ることはできるのか？ ★(基本アイテム/鍋、ファイヤースターター) ●アンドリュー(弓矢/6.4-5.4) ●クリス(大型ナイフ/5.6-7.4) ●アンソニー(大型の斧/5.8-7.9) ●ダニー(原始的な釣り道具/7.0-8.1) | ■Andrew Shayde(41)アンドリュー ■Christopher James(35)クリス ■Anthony Coppage(51)アンソニー ■Danny Graves(30)ダニー |
| 174回       | 女性3人の挑戦 (2025/01/23) "Odd Man Out" (米2023/11/12米s16-5)                                            | 3人の女性がザンビアで21日間の全裸サバイバルに挑戦する。しかし予想もしなかった4人目の参加者が現れると、女性同士の結束が崩れ始める。 ★(基本アイテム/鍋、ファイヤースターター) ●ローレン(斧/6.1-5.2) ●ロビン(スリングショット/6.5-6.9) ●ジェニー(マシェティ/6.4-6.8) ●ヘザー(釣り糸/6.6-7.1) | ■Lauren Beihoffer(41)ローレン ■Robin Hill(33)ロビン ■Jennie Lindsey(35)ジェニー ■Heather Werner(35)ヘザー |
| 175回       | トバゴ島でリベンジ (2025/01/30) "A Shart at Redemption" (米2023/11/05米s16-4)                             | 番組ファンの14日間チャレンジに参加し、汚染された水で戦線離脱したサバイバリスト、アシュリーが今回の挑戦者。新しいパートナーとともにトバゴ島でリベンジに燃えるが、雨で濡れたジャングルに21日間裸で滞在するのは相当キツい。2人は限界を迎えてしまうのか？ ★(基本アイテム/鍋) ●アンディ(ブッシュクラフト用ナイフ/6.6-7.9) ●アシュリー(ファイヤースターター/5.5-4.7) | ■Andi Wyldlander(-)アンディ ■Ashley Morin(35)アシュリー |
| 176回       | 大西洋の挑戦者 (2025/02/06) "Welcome to America" (米2023/02/19米s15-1)                                    | 今回は外国からの挑戦者2人。はたして彼らは、アメリカの地で21日間の裸サバイバルを達成する初の外国人となるのか？慣れない土地や気温の変化、ガラガラヘビの脅威など、彼らが大西洋の向こうへ帰ってしまう不安要素が満載だ。 ★(基本アイテム/鍋、ファイヤースターター) ●サム(特製サバイバルナイフ/6.2-7.0) ●リリー(弓矢/7.1-7.9) | ■Sam Mouzer(37)サム ■Lilly Jammerbund(37)リリー |
| 177回       | 腕利きハンターと元空軍兵士の挑戦 (2025/02/13〜22時00分) "Beauty and the Beasties" (米2023/04/09米s15-8)   | 腕利きのハンターと元空軍兵士がザンビアに降り立つ。恐ろしいライオンが手ぐすね引いて待っているだけでなく、気性の荒いヒヒやゾウにも追われる。そんな地で裸サバイバルを達成することはできるのか？ ★(基本アイテム/鍋、ファイヤースターター) ●ジョー(手斧/6.7-7.8) ●キャンディス(弓矢/6.6-5.6) | ■Joseph Prouse(40)ジョー ■Candice Mishler(35)キャンディス |
| 178回       | ハンターとサーカス曲芸師の挑戦 (2025/02/13〜23時00分) "Broke Back Jungle" (米2023/11/12米s16-3)           | 今回の舞台はトバゴ島の未開のジャングル。番組ファンの狩りが大好きなハンターとサーカス曲芸師が14日間の裸サバイバルに挑戦する。しかしある日、一人が大ケガをしてサバイバル続行が危ぶまれる。 ★(基本アイテム/鍋、ファイヤースターター) ●フランク(投網/5.7-6.0) ●サラ(マシェティ/5.2-5.8) | ■Frank Eytcheson(41)フランク ■Sara Kunz(31)サラ |
| 179回       | 最後の生存者/最強の挑戦者たち (2025/05/08) "Making enemies fast" (米2023/05/07)                           | 過去にこの番組で活躍した12人のベテランサバイバリストが南アフリカのオリビ渓谷で45日間のサバイバルに挑戦。 そして最終的に1人が「最後の生存者」として勝者となり、10万ドルの賞金を獲得するのだ。 | サバイバリスト ◆Amber Hargrove アンバー(PSR9.2/148日) 28回、46回、XL2、XL6、XL7 ◆Wes Harper ウエス(8.2/81日) 82回、124回、XL5、XL8 ◆Gary Golding ギャリー(8.3/140日) 66回、96回、97回、XL3、XL6、米s10#4(未) ◆Waz Addy ワズ(9.0/95日) 122回、XL7、XL8 ◆Jeff Zausch ジェフ(9.4/203日) 10回、XL1、XL4、XL6、XL7 ◆Stacey Osorio スティシー(8.0/55日) 米S6#5(未)、XL南アフリカ特別編 ◆Matt Wright マット(9.7/215日) 52回、97回、XL2、XL3、XL6、XL7、米S10#4(未) ◆Gwen Grimes グウェン(8.2/61日) 80回、XL5 ◆Steven Lee Hall Jr. スティーブン(9.5/209日) 89回、XL南アフリカ特別編、XL6、XL7、米s6#2(未) 、米s9#13(未) ◆Sarah Bartell サラ(8.4/75日) 88回、XL5、XL8 ◆Dan Link ダン(9.0/95日) 83回、127回、XL7 ◆Cheeny Plante チーニー(8.0/42日) 153回、161回 |
| 180回       | 最後の生存者/アイテム争奪戦 (2025/05/15) "Cache me if you can" (米2023/05/14)                             | | |
| 181回       | 最後の生存者/危機的状況 (2025/05/22) "Africa's most dangerous snakes" (米2023/05/21)                      | | |
| 182回       | 最後の生存者/壮絶な戦い (2025/05/29) "More hides than friends" (米2023/05/28)                             | | |
| 183回       | 最後の生存者/飢えと闘争の果てに (2025/06/05) "No honey, no problems" (米2023/06/04)                       | | |
| 184回       | 最後の生存者/運命の分岐点 (2025/06/12) "Burned and on notice" (米2023/06/11)                              | | |
| 185回       | 最後の生存者/生存の駆け引き (2025/06/19) "Cutthroat to the bone" (米2023/06/18)                           | | |
| 186回       | 最後の生存者/激流の先に待つもの (2025/06/26) "Class three warfare" (米2023/06/25)                         | | |
| 187回       | 最後の生存者/追跡と採集 (2025/07/03) "Legendary showdown" (米2023/07/09)                                  | | |
| 188回       | 最後の生存者/最終決戦 (2025/07/10) "Down to the fire" (米2023/07/16)                                      | | |

The Naked XLシリーズは別頁掲載

## 製作

### 場所
アメリカ
インターナショナル